# ВИА Гра
«ВИА Гра» (англ. Nu Virgos, укр. ВІА Гра) — украинская женская поп-группа, образованная в 2000 году в Киеве. Коллектив считался одним из самых успешных русскоязычных музыкальных проектов 2000-х годов. Группой было записано 5 студийных альбомов: 3 из них получили золотой статус в России, 1 англоязычный альбом получил платиновый статус в Таиланде и золотой — в некоторых других Азиатских странах; выпущено более 30 радиосинглов и видеоклипов. «ВИА Гра» — лауреат множества музыкальных премий, таких как «Золотой диск», «Золотой граммофон», «Премия Муз-ТВ», «Песня года» и других. Характерной особенностью коллектива является частая смена участниц.
Бывший музыкальный, и генеральный продюсер группы — Константин Меладзе. Создатель коллектива — украинский бизнесмен Дмитрий Костюк, с 2000 и до 2011 года он исполнял роль генерального продюсера проекта. Название группы — аллюзия на лекарственный препарат Виагра; в то же время «ВИА» расшифровывается как вокально-инструментальный ансамбль; укр. гра — игра. В 2003 году, выпустив дебютный англоязычный альбом под именем V.I.A. «Gra» и получив угрозу судебного иска от производителей препарата, руководство Sony Music дало группе псевдоним Nu Virgos. Из-за военных действий России на Украине коллектив окончательно распался.

## История

### 1999
Идея создания коллектива принадлежит украинскому телепродюсеру Дмитрию Костюку. На тот момент он являлся владельцем одного из популярных музыкальных каналов Украины — «Биз-ТВ». Как позже объяснял Дмитрий, на создание женской поп-группы его подтолкнула популярность таких проектов как «Блестящие» в России и Spice Girls на Западе. На роль музыкального продюсера в проект был приглашён Константин Меладзе, который на тот момент работал в аналогичной должности на телеканале Костюка, и вместе они задумали сделать девичье поп-трио. Алёну Винницкую, на тот момент работавшую телеведущей на «Биз-ТВ», для участия в группе пригласил сам Дмитрий. В ходе кастинга в группу были отобраны ещё две девушки — Юлия Мирошниченко и Марина Кащин (Модина). Перед съёмками клипа на песню «Попытка № 5» из трёх участниц было решено оставить одну Винницкую, временно закрыть проект и продолжить поиски солисток.
Спустя некоторое время продюсеры решили отказаться от идеи трио в пользу дуэта, и в пару к Алёне Винницкой пригласили Надежду Грановскую. Основной вокалисткой сделали Винницкую. Группу назвали «ВИА Гра». Название было придумано Костюком, до официального старта проект носил название «Серебро».
О том, почему группа была названа именно так, есть несколько версий. ВИА — это аббревиатура, которая расшифровывается как «вокально-инструментальный ансамбль», а «Гра» переводится с украинского языка как «игра». Также многие считают, что название — это производная от фамилий вокалисток, в котором «ВИ» — начало фамилии Алёны Винницкой, «А» — первая буква её же имени, а «Гра» — соответственно, начало фамилии Надежды Грановской. Кроме того, существует версия, согласно которой название группы означает «Голос. Радость. Артистизм». Однозначного мнения о том, как же расшифровывается название коллектива, нет, и истинной подоплёкой выбора такого названия могло быть то, что указанные выше сочетания образовывали в результате название, созвучное с названием таблеток, повышающих сексуальную потенцию у мужчин.

### 2000—2002

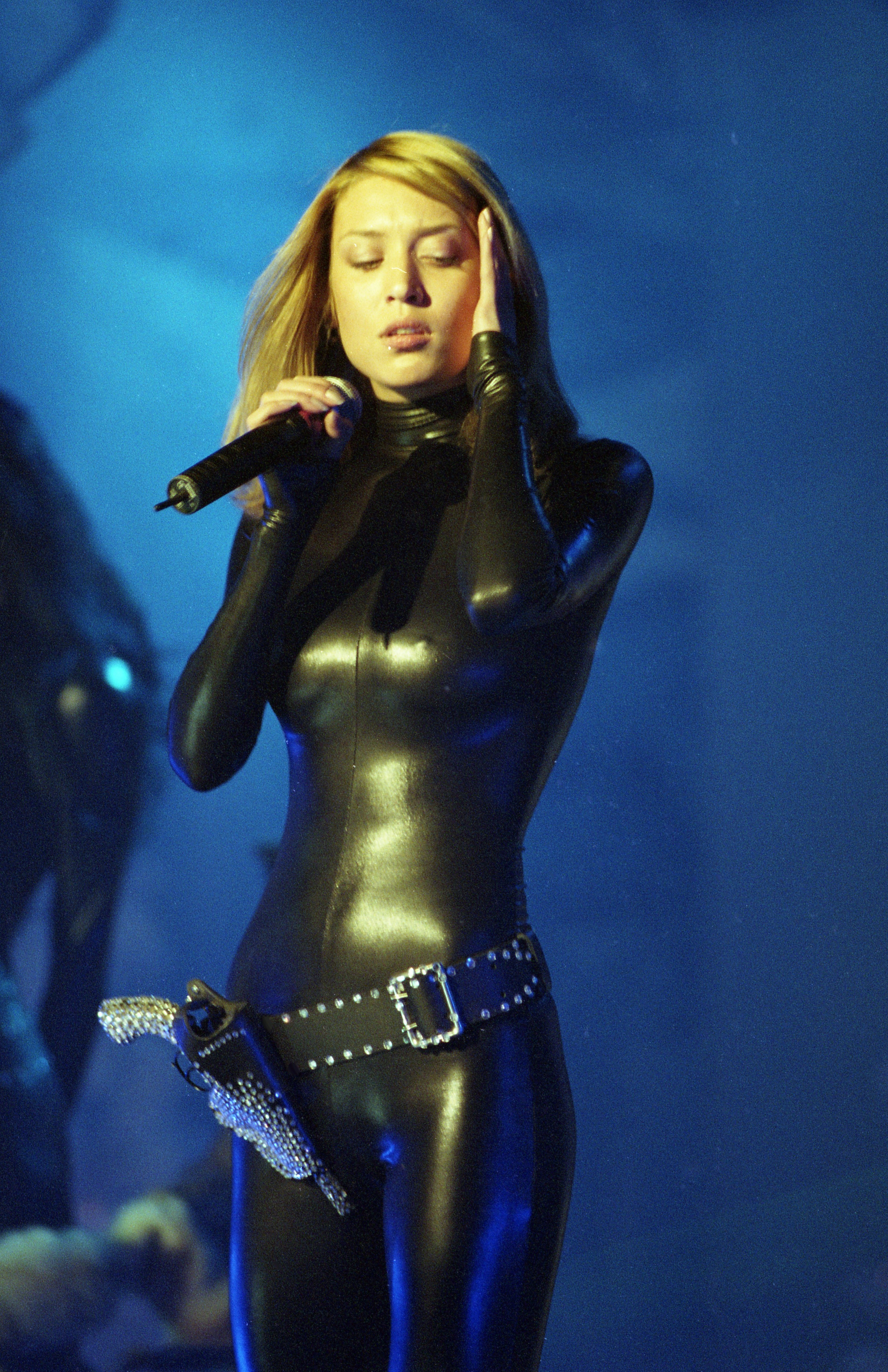
Алёна Винницкая на съёмках программы «Рождественские встречи» в 2001 году

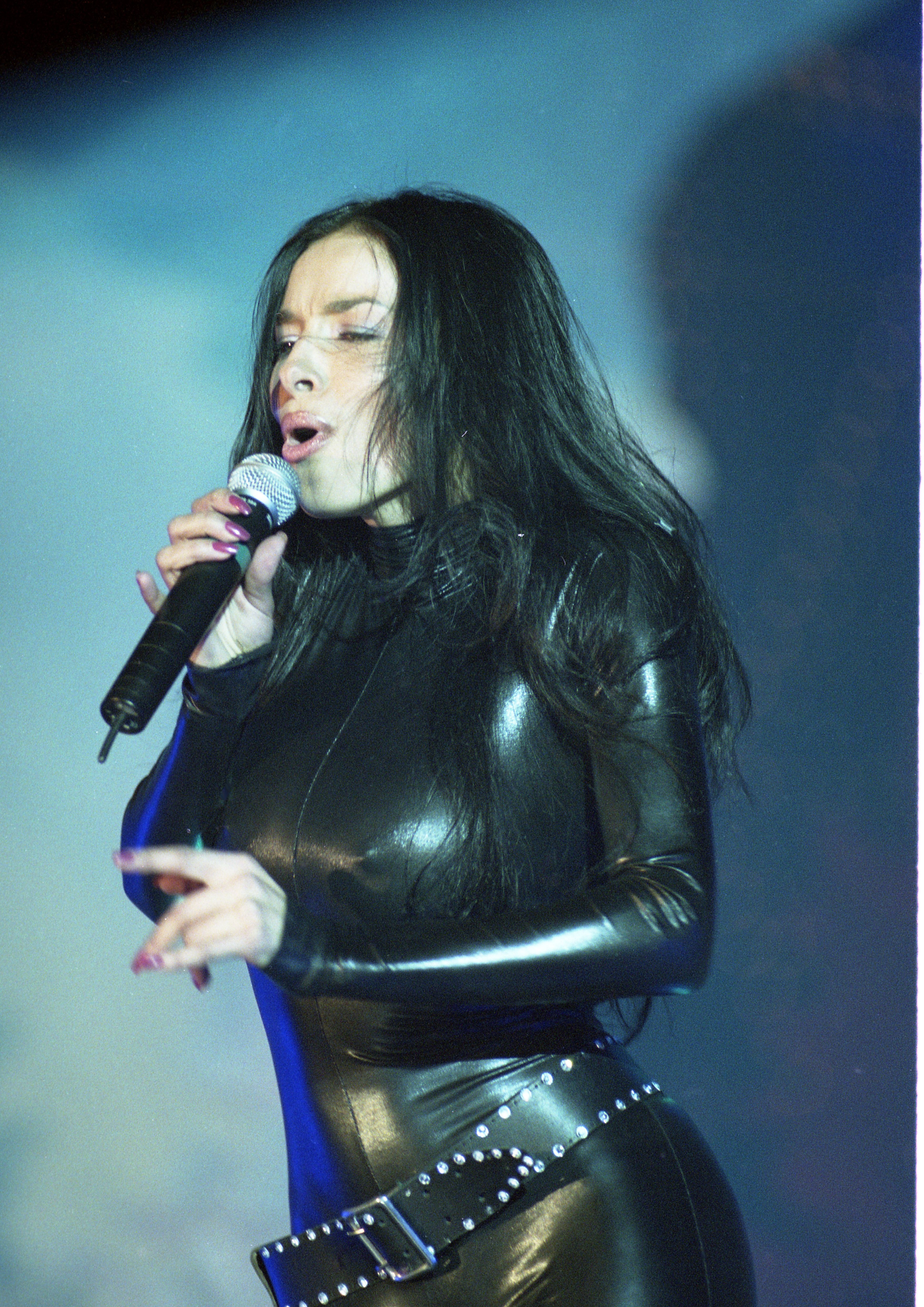
Надежда Грановская на тех же съёмках

Первый показ дебютного видео группы «Попытка № 5» состоялся 3 сентября 2000 года на телеканале «Биз-ТВ». Песня произвела лёгкий фурор, сразу стала некой «визитной карточкой» коллектива, её тиражировали на пиратские диски, она занимала верхние позиции различных украинских музыкальных хит-парадов. Этот сингл завоевал такие премии как «Золотой Граммофон», «Стопудовый хит», «Золотая Жар-птица», видеоклип был награждён премией «Золотая Гиря».
В течение всего 2000 года группа формировала свой репертуар, и к середине декабря в него вошло семь песен. Дебютным выступлением стал концерт в Днепропетровске на сцене местного «Ледового дворца», который состоялся 20 декабря 2000 года. На концерте присутствовало около четырёх тысяч зрителей. Группа принимала участие в премиях, концертных программах, съёмках в авторитетных изданиях средств массовой информации. Видеоряд пополнился ещё тремя клипами — «Обними меня», «Бомба» и «Я не вернусь». «ВИА Гра» получила общероссийскую известность. Коллектив принял участие в съёмках мюзикла «Вечера на хуторе близ Диканьки».
31 августа 2001 года «ВИА Гра» заключила контракт с компанией Sony Music Entertainment, рассчитанный на выпуск пяти альбомов. В то же время группа продолжала успешно гастролировать со своими сольными концертами по странам СНГ.
27 сентября 2001 года вышел дебютный альбом «Попытка № 5», в который вошли все 11 песен, имевшихся в репертуаре группы, а также пару ремиксов на них. Презентация альбома состоялась 2 октября в московском клубе «Луксор». После выпуска альбома группа отправилась в гастрольный тур.
В начале 2002 года Надежда Грановская готовилась стать мамой. Для того, чтобы восполнить потерю участницы, в срочном порядке был объявлен кастинг. В группу взяли профессиональную модель из Санкт-Петербурга Татьяну Найник. Но не успели девушки начать работу, как продюсерами было принято решение увеличить состав участниц до трёх человек. В группу пригласили девушку, которая изначально должна была быть в составе вместе с Алёной Винницкой и Надеждой Грановской, — Анну Седокову. В мае 2002 года состоялась премьера клипа «Стоп! Стоп! Стоп!», режиссёром которого стал Семён Горов. В песне впервые вокальные партии были исполнены не только Алёной, но и новенькой Анной. 23 мая в московском концертном зале «Россия» группа была представлена на премию «Овация» в номинации «Лучший исполнитель молодёжной танцевальной музыки». В июле был переиздан альбом «Попытка № 5», куда были включены ремиксы на уже имеющиеся композиции, а также новая работа группы «Стоп! Стоп! Стоп!». 20 июля группа выступила в Витебске на международном конкурсе «Славянский базар».
12 сентября закончились съёмки клипа на песню «Good morning, папа!». Ознаменовалось это событие возвращением в группу Надежды Грановской, менее месяца назад родившей сына, таким образом в клипе снялись сразу четыре солистки. Вскоре видеоклип занял первую строчку в «Украинской двадцатке» телеканала MTV. Спустя некоторый промежуток времени после съёмок видео, продюсеры пришли к выводу, что двум брюнеткам не место в одной группе. Так Татьяна Найник покинула коллектив. Позже она не раз плохо отзывалась о продюсерах и внутреннем устройстве группы вообще. Перед уходом Татьяны коллектив дал несколько концертов в составе Алёны Винницкой, Надежды Грановской, Анны Седоковой и Татьяны Найник, но из-за конфликта с Татьяной продюсеры коллектива отказывались признавать существование квартета.
14 и 15 октября прошли съёмки заставки канала «MTV Россия», по сценарию которой группа должна была ограбить банк. В ноябре коллектив в составе Алёны Винницкой, Татьяны Найник и Анны Седоковой появился на обложке российского издания мужского журнала Maxim. Группа приняла участие в целом ряде российских развлекательных шоу: «Принципе домино», «Большой стирке» и «Тотальном шоу». Ранее, на одном только российском MTV «ВИА Гра» приняла участие в программах «VIP-каприз», «Банзай!», «12 злобных зрителей», «Стилиссимо» и «Папарацци». 1 января 2003 года на украинском телевидении вышел мюзикл «Золушка», в котором участницы группы сыграли трёх иностранных принцесс, и исполнили вместе с Веркой Сердючкой песню «Я не поняла». По итогам 2002 года группа была названа «Прорывом года» российской премией ZD Awards, а песня «Стоп! Стоп! Стоп!» удостоилась премии «Песня года-2002».
В конце 2002 Алёна Винницкая собиралась уходить из коллектива. В результате кастинга в «ВИА Гру» попала Вера Брежнева, репетиции с которой начались в ноябре 2002.

### 2003—2004
В январе 2003 года Алёна Винницкая окончательно покинула проект. Так образовался состав Анна — Надежда — Вера, где основной вокалисткой стала Анна Седокова. В феврале 2003 вышел видеоклип на песню «Не оставляй меня, любимый!», которая считается одним из лучших синглов за историю группы. Песня и клип стали хитами 2003 года, композиция продержалась в хит-парадах почти 7 месяцев. В декабре 2009 видеоклип был признан лучшим российским клипом десятилетия, согласно зрительскому голосованию музыкального телеканала RU.TV.
В течение года группа появлялась на многих обложках украинских и российских печатных изданий — EGO, «Афиша», «Неон», «Пингвин», Maxim, Play, «Отдохни!».
14 апреля 2003 года вышел второй альбом группы «Стоп! Снято!». Весь первый запланированный тираж альбома был полностью заказан за месяц до официальной даты релиза. За первые 6 месяцев было продано свыше 500 000 экземпляров, за что альбом был удостоен награды «Золотой диск» от НФПФ. Успех альбома позволил руководству Sony Music назвать группу самым успешным проектом российского отделения лейбла, что повлияло на принятие решения о записи дебютного англоязычного альбома коллектива. 24 апреля 2003 года в московском развлекательном комплексе Golden Palace состоялась презентация диска «Стоп! Снято!». Выступление и интервью группы вошли позже в одноимённый DVD. 14 мая «ВИА Гра» отправилась в Израиль, в преддверии выхода там диска «Стоп! Снято!», ставшего дебютным релизом лейбла Sony Music Russia в этой стране, где дала интервью на радио и телевидении, выступила в телепередаче «Яцпан шоу» с песней «Good morning, папа!». Также группа приняла участие в фестивале «Из России с любовью». После этого визита израильская певица Roni Superstar выпустила синглом кавер-версию песни «Good morning, папа!» под названием «Motek 2» (ивр. מותק 2‎).
В мае вышел видеоклип «Убей мою подругу», съёмки которого проходили в киевском клубе «Сплит». Клип попал в «горячую» ротацию на российском MTV (более 50 показов в неделю). В 2004 году, обсуждая результаты премии «Муз-ТВ 2004», интернет-портал «Дни.ру» назвал клип «Убей мою подругу» лучшим клипом 2003 года, выразив недоумение по поводу его отсутствия в списке номинантов.
5 июня коллектив выступил в «Олимпийском» на премии «Муз-ТВ 2003» с песней «Good morning, папа!». Это выступление считается самым известным за историю группы, по сей день оно входит в рейтинги лучших выступлений премии. В течение всего 2003 года канал «Муз-ТВ» транслировал его по нескольку раз за день. Обозреватель «Газеты» назвал выступление «…умопомрачительным фонтаном секса и страсти, великолепной музыки и отличного вокала, который выплеснули на двадцать тысяч зрителей три украинские девушки в легкомысленных дырявых одеждах». Описывая премию как «не располагающую ни к каким откровениям фанерно-попсовую ярмарку» Юрий Сапрыкин писал о выступлении группы: «…и вдруг три фактурные девицы начинают буквально рвать себя на части, вдруг сквозь весь этот кукольный „стриптиз с консумацией“ прорывается энергетика стадионной рок-группы; как говорится, ничто не предвещало». Максим Кононенко описывал выступление как «нечто совершенно […] термоядерное, неостановимое, и через пару минут ты вдруг понимаешь, что перед тобой поп-группа высшего европейского класса […] что всё поменялось и вот это вот выступление вообще на глазах меняет понимание того, что такое выступление русской поп-группы». Обозреватели сайта «Дни.ру» писали, что этим выступлением группа «вошла в историю русскоязычной поп-музыки».
Тем временем, успех альбома «Стоп! Снято!» в странах СНГ и Израиле привёл Sony Music к решению вывести «ВИА Гру» на мировой рынок, и началась запись дебютного англоязычного альбома группы. 10 июня в Юго-Восточной Азии вышел пробный тираж альбома «Стоп! Снято!», разошедшийся со скоростью, превышавшей максимальные ожидания компании. 18 июня состоялась фотосессия для оформления англоязычного альбома. «…группа „ВИА Гра“ — самый успешный из новых украинских брендов, с песнями на русском он завоевал в этом сезоне всё русскоязычное пространство» — цитата из сюжета программы «Намедни» телекомпании НТВ за 15 июня 2003 года. В августе клипы группы можно было наблюдать на российском MTV каждые 35 минут, что является рекордом для России того времени. В том же месяце вышел видеоклип «Вот таки дела», представляющий собой монтаж кадров с фотосессии группы для альбома Stop! Stop! Stop!, выступления на презентации альбома «Стоп! Снято!», а также кадры из студии звукозаписи. Одноимённая песня вошла в сборник Russian Talend CD, приложения к американскому журналу Music & Media, в который вошли треки имеющих экспортный потенциал российских музыкальных проектов.
4 сентября 2003 года группа получила премию «Стопудовый хит» за песню «Убей мою подругу», и её же исполнила на церемонии вручения в СК «Олимпийский», а также презентовала сингл «Океан и три реки», записанный совместно с Валерием Меладзе. На следующий день, 5 сентября, «ВИА Гра» и Валерий презентовали одноимённый клип на «Первом канале». Съёмки клипа проходили в августе 2003 года на шестом павильоне киевской киностудии имени Довженко. В ноябре песня «Океан и три реки» возглавила российский радиочарт.
18 сентября 2003 года состоялся релиз дебютного англоязычного альбома группы V.I.A. «Gra» Stop! Stop! Stop! в Японии. Спустя три дня после начала продаж альбом был распродан тиражом более 30 000 экземпляров. Вскоре вышел и клип на песню «Stop! Stop! Stop!», почти полностью повторяющий сюжет русскоязычного клипа «Стоп! Стоп! Стоп!», но из состава, снявшегося в оригинальном видео, осталась только Анна Седокова. В поддержку альбома был выпущен также промосингл «Kill My Girlfriend» (с англ. — «Убей мою подругу») и записана его японоязычная версия «Ai No Wana». В начале октября коллектив отправился в Токио. Группа приняла участие в фотосессиях для местных изданий, принимала участие в ток-шоу, а также посетила японский офис Sony Music. В течение трёх дней «ВИА Гра» дала 24 интервью и снялась для многих популярных глянцевых изданий Японии, в том числе Voce, Frau, Sabra, Weekly Post, Relax, Tarzan, SPA, Friday, Flash, Tokyo Calendar, Cawaii. Состоялась пресс-конференция группы в Aoyama Diamond Hall. Кадры этих событий вошли в видеоряд клипа «Ai No Wana». 3 октября группа дала концерт-презентацию альбома Stop! Stop! Stop! в токийском клубе Velfarre. Это событие было запечатлено пятнадцатью камерами основных телеканалов Японии. Sony Music запустил крупную промокампанию в 14 странах Юго-Восточной Азии в поддержку альбома и вскоре он получил «золотую» сертификацию на Тайване и Гонконге, а также «платиновую» — в Таиланде.
Успех группы в чартах Японии привёл к угрозе судебного иска от производителей медицинского препарата «Виагра», и руководство Sony Music дало указание изъять оставшийся тираж альбома Stop! Stop! Stop! из продажи. Группа взяла псевдоним Nu Virgos (в переводе — «Обнажённые девы»). Как и в случае с оригинальным названием, здесь присутствует игра слов — «nu» («обнажённые»), созвучно слову «new» («новые»).
В ноябре 2003 года вышел спецвыпуск японского издания Playboy, посвящённый 50-летию журнала, с фотосессией группы, а уже в феврале 2004 года коллектив появился в журнале с новой фотосессией. В ноябре трио в очередной раз приняло участие в телепередаче «Тотальное шоу» и презентовало свою новую песню «Биология». 10 ноября 2003 года вышел DVD-сборник «Стоп! Снято!». Он содержал все существовавшие на тот момент русскоязычные клипы группы, в том числе и англоязычное видео «Stop! Stop! Stop!». В качестве дополнения на DVD присутствовала видеоверсия презентации альбома «Стоп! Снято!».
12 ноября 2003 года состоялся релиз альбома «Биология». В тот же день на Новом Манеже в Москве прошла его презентация. Там же группа получила награду «Золотой диск» от «Национальной Федерации Производителей Фонограмм» за свои предыдущие альбомы «Попытка № 5» и «Стоп! Снято!». После презентации трио отправилось в гастрольный тур с новой программой «Биология», в ходе которого с ноября 2003 года по май 2004 были даны более 100 концертов в России, Беларуси, на Украине, в Казахстане, Латвии, Армении, Литве, Германии, Израиле и Эстонии. Параллельно с этими гастролями в Юго-Восточной Азии и Скандинавии прошли выступления в поддержку англоязычного альбома Stop! Stop! Stop!. Несмотря на отсутствие предварительной рекламы, альбом «Биология» вскоре стал лидером продаж Sony Music Russia, а позднее получил награду «Золотой диск» от НФПФ. Альбом был хорошо встречен критиками и стал лидером продаж 2003 года. В Израиле диск стал одним из лидеров продаж лейбла NMC по итогам первого полугодия 2004 года, уступив лишь другому диску группы ВИА Гра, DVD «Стоп! Снято». По данным российского издания авторитетного музыкального журнала Billboard общие продажи альбома за первые шесть месяцев в СНГ составили около 1,3 млн копий.
В декабре 2003 года группа получила приз фестиваля «Песня года» (российская и украинская) за песни «Не оставляй меня, любимый!», «Убей мою подругу» и «Океан и три реки» (совместно с Валерием Меладзе), а также «Золотой граммофон» за композицию «Не оставляй меня, любимый!». В этом году, согласно правилам хит-парада «Золотой граммофон», группа в её «золотом составе» могла исполнить сразу три прошедшие в финал композиции — хит «Не оставляй меня, любимый!», дуэтную «Океан и три реки» с Валерием Меладзе и дуэтную «Я не поняла» с Веркой Сердючкой, однако предпочтение было отдано сольной песне.
В преддверии Нового года группа приняла участие в различных фестивалях и телешоу, таких как «Высшая лига», «Фабрика звёзд», «Новогодняя ночь на Первом канале» и многих других, а также в новогодних комедийных фильмах «Поколение СТС» и «Новогоднее ограбление».
В конце 2003 года широкое распространение в прессе получила информация о том, что группа планирует представлять Россию на конкурсе «Евровидение-2004». Комментируя это, Анна Седокова в интервью передаче «Тотальное шоу» сказала, что в случае участия группы в конкурсе «… мы наконец покажем, как же должны целоваться люди, которые любят друг друга», намекая на участие группы «Тату» в «Евровидении — 2003». Вскоре после этого директор музыкального вещания «Первого канала» Юрий Аксюта опроверг информацию об участии «ВИА Гры» в конкурсе, а широкое распространение этого слуха связал с «колоссальным успехом» трио в 2003 году.
30 января группа выступила на ежегодной церемонии вручения «ZD Awards», где получила награду в номинациях «Самый сексуальный артист года» и «Группа года».
В феврале 2004 года состоялись съёмки второго дуэтного клипа с Валерием Меладзе на песню «Притяженья больше нет». Одноимённая песня 9 недель подряд возглавляла чарт «Russia Top 100» и была признана самой популярной песней 2004 года в России, согласно итоговому чарту газеты «Коммерсантъ». В 2010 году журналы «Афиша» и российский «Billboard» включили композицию в свои списки главных песен уходящего десятилетия, а журнал «Огонёк» в статье о юбилее группы «ВИА Гра» 2010 года назвал «Притяженья больше нет» «лучшим синглом и клипом» группы «ВИА Гра», созданные «лучшим и самым сексапильным составом группы (имелся в виду „золотой“ состав)». Параллельно с «Притяженья больше нет» в радиоротацию была выпущена песня «Не надо» с альбома «Биология», сумевшая без промо (ТВ-выступлений и видеоклипа) добраться до 13-й строчки Russian Airplay Chart.
В марте 2004 года состоялся релиз сингла «Stop! Stop! Stop!» и одноимённого альбома в странах Скандинавии. В поддержку альбома также был выпущен VCD-сборник клипов группы «Nu Virgos: MV Collection». В норвежских национальных чартах продаж сингл «Stop! Stop! Stop!» добрался до 11-й строчки, альбом — до 20-й. В Финляндии альбом занял 6-е, а сингл — 3-е место в официальном чарте продаж, продержавшись в верхней десятке шесть недель. В целом в «Europe Official Top 100» сингл занял 32-е место, а в «Web Top 100» — 5-е. Общие продажи альбома «Stop! Stop! Stop!» составили более 2 млн копий. В это же время у китайской певицы Джолин Цай вышел альбом на английском «Castle», включавший кавер-версию песни «Stop! Stop! Stop!» под названием «Love Love Love», исполненную певицей на китайском (путунхуа) языке, а певица Ванги Танг выпустила свой кавер под оригинальным названием «Stop! Stop! Stop!» в своём альбоме «Glass Shoes».
29 марта группа приняла участие в фестивале танцевальной музыки «Бомба года-2004», где получила награду за хиты «Я не поняла» и «Убей мою подругу». Группа номинирована на премию «Муз-ТВ 2004» в категориях «Лучший дуэт» (за песни «Океан и три реки» совместно с Валерием Меладзе и «Я не поняла» совместно с Веркой Сердючкой) и «Лучшая поп-группа». Также в апреле в нескольких российских городах состоялся совместный концертный мини-тур ВИА Гры и Валерия Меладзе.

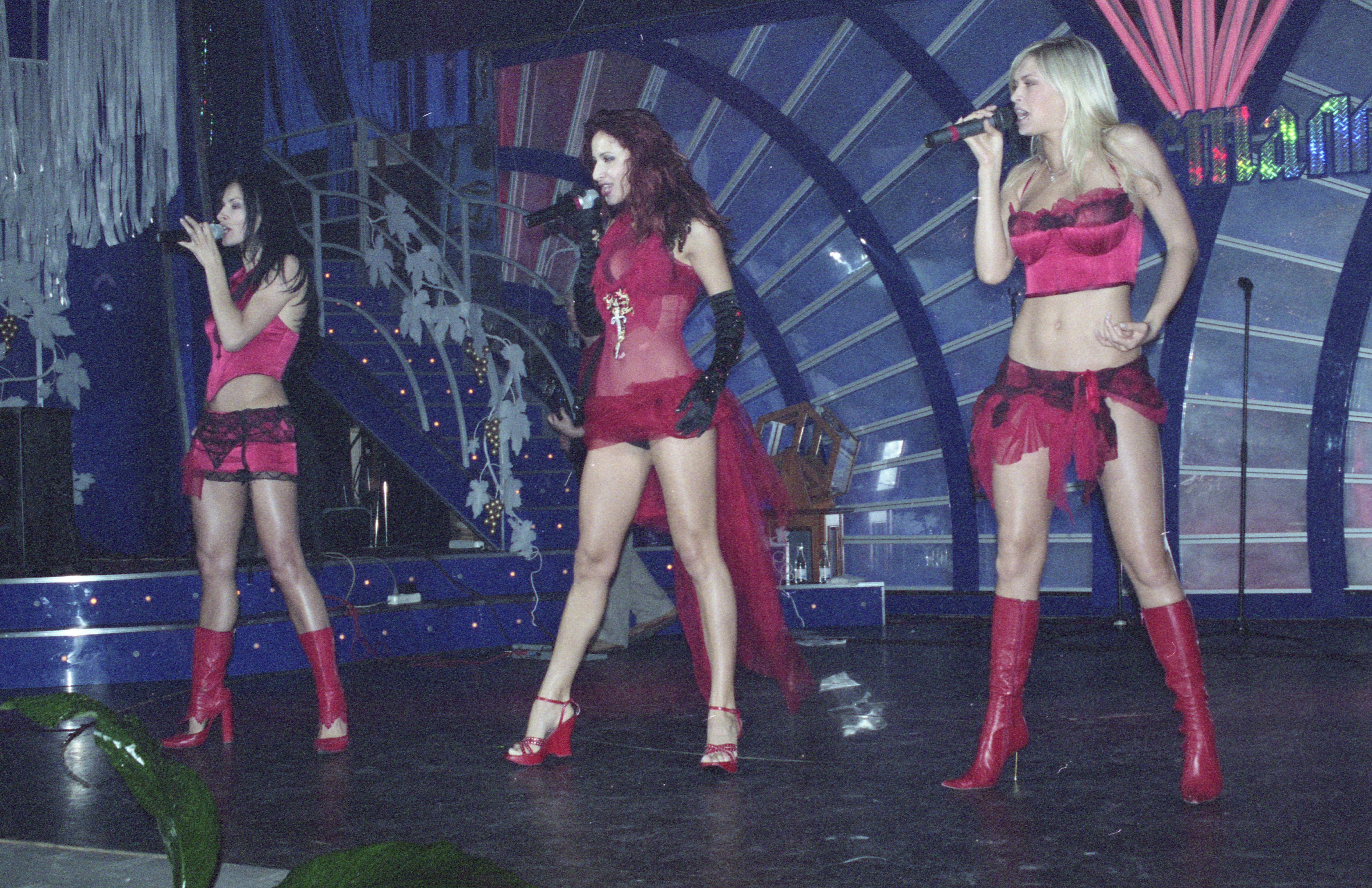
Группа на концерте в июле 2004 (слева направо: Н. Грановская, С. Лобода, В. Брежнева)

В мае 2004 года, по причине беременности, из группы ушла Анна Седокова. Новость об уходе Седоковой вызвала шок у фанатов группы. В то же время некоторые журналисты отнеслись к новости об уходе Седоковой скептически, сочтя это очередным пиар-ходом представителей коллектива: «Уход явно мнимый: пробежит по масс-медиа информационная „змейка“, поклонники поплачут-попричитают — дескать, лучшая девушка в ВИА Гре была, как же без неё, ах! — короче, вернись, не покидай нас, Аня! Она подумает — и якобы вернётся „по многочисленным просьбам“. Мы к таким „уходам“ звёзд привыкли». Тем не менее, руководство группы в экстренном порядке искало Анне замену, и вскоре представило публике новую солистку — Светлану Лободу. Однако замена не получилась равнозначной. Музыкальный обозреватель «Газеты» Максим Кононенко в обзоре отчётного концерта «Фабрики звёзд-4», где состоялось одно из первых выступлений группы со Светланой Лободой, назвал уход Седоковой «трагическим», «…во время концерта в группе „ВИА Гра“ вместо Анны Седоковой выступала другая девушка. Тоже, конечно, рыжая, но кроме этого ничем и отдалённо не напоминающая стремительную и неудержимую душу лучшей женской группы славянского мира». «…будем надеяться, что этот уход имеет естественные и временные причины. Потому что представить себе „ВИА Гру“ без Седоковой я лично не могу» — добавил Максим.
Первое большое появление новой участницы группы, Светланы Лободы, перед публикой произошло 4 июня 2004 года на «Премии Муз-ТВ-2004», где коллектив получил награду в номинациях «Лучший дуэт» и «Лучшая поп-группа». Факт того, что награду группа получала в новом составе, вызвал негативную реакцию Анны Седоковой, поклонников группы, зрителей в зале и некоторых музыкальных критиков, предположивших, что уход Седоковой приведёт к забвению коллектива. «Представляете, многотысячная толпа „Олимпийского“, а на сцене нет столь любимой Ани Седоковой» — прокомментировал это позднее Дмитрий Костюк. Интернет-портал «Дни.ру», назвав победу «ВИА Гры» в номинации «Лучшая поп-группа» «в высшей степени справедливым выбором», резко осудил продюсеров группы, не пригласивших на церемонию вручения Седокову, добавив, что «для успеха группы [Седокова] сделала, пожалуй, не меньше, чем Константин Меладзе». После ухода Седоковой и прихода новой участницы возникли проблемы с гастрольным графиком группы, в частности, некоторые зрители отказывались выкупать забронированные билеты, узнав о замене в составе. Были отменены сольные концерты группы в СК «Олимпийский» в Москве и национальном дворце искусств «Украина» в Киеве, а также несколько рекламных кампаний с участием группы. Зарубежные гастроли группы в поддержку альбома «Stop! Stop! Stop» также вызвали недоразумения. Для всех реклам и афиш выступлений группы в ходе них продолжали использовать фотографии и клипы предыдущего состава. Иностранные зрители такой заменой также остались недовольны. По словам Дмитрия Костюка, ущерб от этой замены обошёлся группе в «десятки миллионов долларов».
В мае 2004 года был снят видеоклип на песню «Биология», вызвавший довольно неоднозначную реакцию среди зрителей, а поступившая в радиоротацию версия песни с голосом новой солистки, Светланы, смогла добраться лишь до 42 строчки в чарте Russia Top 100.
Светлану «не приняли» поклонники, сразу проводившие аналогии между ней и Анной Седоковой, а также критиковавшие её поведение. Группа продолжила выступать в различных телевизионных программах, в частности в «Тотальном шоу», а также в третьем мюзикле со своим участием — «Сорочинская ярмарка». Позже украиноязычная песня из этого мюзикла под названием «Ой, говорила чиста вода» вошла в сборник песен «Бриллианты».
Недовольство Светланой нарастало и было принято решение с ней расстаться. На место Лободы взяли Альбину Джанабаеву, долгое время проработавшую на бэк-вокале у Валерия Меладзе и, как позже выяснилось, имевшую с ним общего ребёнка, попавшую в группу по его «рекомендации». О замене в составе Дмитрий Костюк рассказал в коротком интервью газете «Комсомольская правда», отказавшись при этом называть фамилию и возраст новой участницы. Светлана Лобода в одном из многочисленных скандальных интервью по поводу своего ухода сказала, что заменили её на девушку гораздо старше. Пресса отмечала, что продюсер на этот раз был сдержанным в оценке убытков, понесённых в результате очередных пертурбаций — «Ведь, когда весной из группы ушла Аня, он чуть ли не со слезами на глазах жаловался, сколько денег пришлось выбросить на ветер, чтобы переписать композиции, перешить костюмы, переснять клипы», вспоминает украинская газета «Сегодня». Вскоре новый состав приступил к работе и тут же вызвал язвительные комментарии журналистов по поводу внешнего вида новой солистки и её несоответствия сексуальному имиджу группы. В творческом плане новый состав также подвергся критике — одно из первых выступлений с Джанабаевой, на творческом вечере Валерия Меладзе, «Московский комсомолец» назвал «халтурой» и «издевательством над публикой» из-за низкого качества хореографии и пения группы. Фанаты также с трудом приняли новую участницу: «Начав работать в „ВИА Гре“ я взяла привычку заходить в Интернете на сайты наших поклонников и читать, что же обо мне пишут. Иногда фанаты писали такое, что доводило меня до слёз, до нервного срыва» — говорила Джанабаева.
В конце 2004 года вышел клип «Мир, о котором я не знала до тебя», а также его англоязычная версия — Take You Back. Sony Music, однако, решили не рисковать, и на зарубежных телеканалах клип не вышел, а гастроли не были продолжены. В октябре группа получила награду на церемонии RMA-04 за песню «Притяженья больше нет», исполненную с Валерием Меладзе. За эту же песню 11 декабря 2004 года исполнители получили «Золотой граммофон».
Подводя итоги года, интернет-портал «Дни.ру» и «Буржуазный журнал» отметили, что среди российских женских поп-групп «ВИА Гра» в 2004 году незаметно отошла на второй план, указав среди причин этого частые смены состава, уход Анны Седоковой, которая, как писало издание, «сделала группу действительно суперпопулярной» и странную рекламную политику компании Sony Music Russia в отношении альбома «Биология», которая практически не занималась его промо.

### 2005—2006

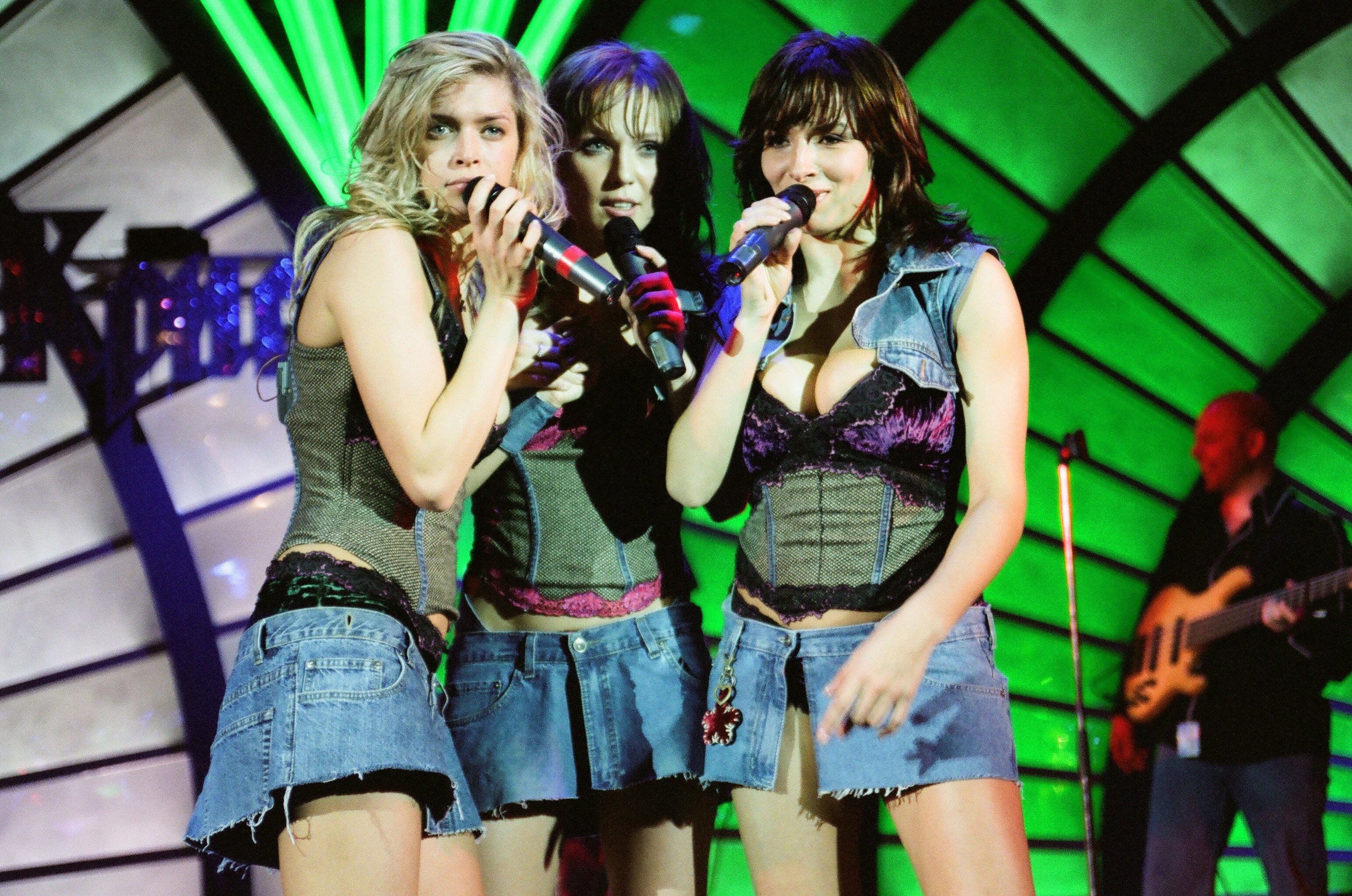
«ВИА Гра» на концерте в конце 2005 года (слева направо: В. Брежнева, А. Джанабаева, Н. Грановская)

2005 год начался с неприятности. Вера Брежнева, катаясь на горных лыжах, получила травму позвоночника, однако осложнений у неё не было.
На общественное обозрение была выставлена ещё одна дуэтная работа — с популярной на Украине рэп-командой «ТНМК». Клип назывался «Нет ничего хуже». В том же году вышел клип на песню «Бриллианты».

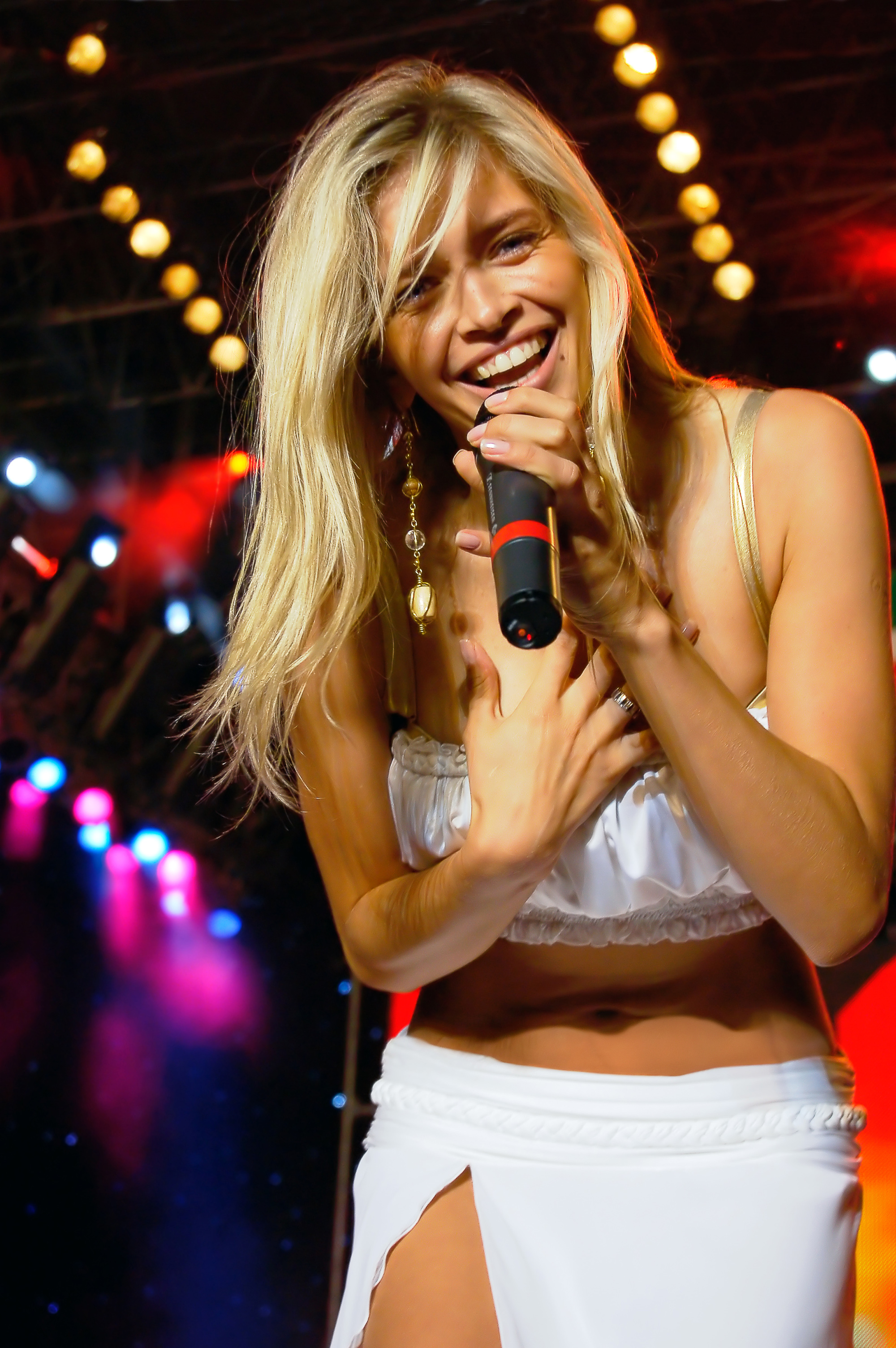
Вера Брежнева во время концерта «ВИА Гры», 2006 год

3 июня 2005 года на «Премии Муз-ТВ-2005» коллектив одержал победу в номинациях «Лучшая поп-группа» и «Лучший дуэт». В то же время подошёл к концу пятилетний контракт группы с Sony Music, и лейбл решил его не продлевать.
По-прежнему выходили программы с участием «ВИА Гры», в том числе показанный по Первому каналу «Розыгрыш» с Верой, «В субботу вечером», «Большая премьера» и «Полный контакт», в эфире которого с большим перевесом в музыкальной битве была побеждена группа «Блестящие», что не помешало музыкальным критикам назвать выступления обеих групп «тщетными попытками петь по нотам». «ВИА Гра» также участвует в фотосессии для журнала Maxim.
В конце 2005 — начале 2006 года в группе возникли серьёзные проблемы. Продюсеры объявили о закрытии проекта, причиной был, с одной стороны, творческий кризис, с другой, отказ Надежды Грановской и Веры Брежневой от участия в проекте.
В декабре 2005 года вышел сборник лучших песен группы «Бриллианты», который был продан тиражом не более 100 тысяч экземпляров, согласно российскому изданию Billboard, и определённо уступил предыдущим альбомам.
Несмотря на то, что, по утверждениям продюсеров группы, «ВИА Гра» должна была прекратить свою деятельность с января 2006 года, ажиотажа и взлёта цен на выступление группы не последовало — если в предыдущие года стоимость выступления группы в новогодние праздники могла составлять около 100 тысяч долларов, после объявления о распаде группы трио упало в цене и в предновогодние дни готово было выступить и за 15 тысяч.
В 2006 году группа не прекратила своё существование, но Надежда Грановская всё же покинула коллектив. Был объявлен кастинг, который прошла Ольга Корягина, студентка Николаевского филиала Киевского национального государственного университета культуры. Но по определённым причинам на вакантное место была взята Кристина Коц-Готлиб, «Мисс Донецк 2003». По прошествии трёх месяцев для продюсеров стало очевидно, что Кристина не вписалась в коллектив и было решено предоставить шанс Ольге. Первое выступление Ольги в составе группы состоялось 8 апреля на отчётном концерте «Фабрики звёзд-6».
В 2006 году были сняты клипы на песни «Обмани, но останься» в составе с Кристиной, а позже на новые синглы — «Цветок и нож» и «Л. М. Л.» (русская и английская версии песни) — в составе с Ольгой.

### 2007—2008
В 2007 году группу «лихорадило». В апреле ушла Ольга Корягина, которая вышла замуж за украинского бизнесмена, взяла фамилию Романовская и родила сына. В апреле вышел второй англоязычный альбом группы «L.M.L.». Альбом не был выпущен за рубежом на физических носителях, в России CD выпустила компания «Монолит Рекордс» в упрощённом варианте с дефектами записи (щелчки, посторонние шумы и треск в песнях). Вышел также новый сборник песен группы — на этот раз в MP3-формате, «ВИА Гра. MP3 Collection». «Превратиться в экспортный продукт „ВИА Гра“ так и не удалось, а весь запас шарма и оригинальности растерян при обслуживании вкусов отечественных слушателей» — заключил в рецензии на сборник обозреватель музыкального сайта «2m-online.ru».
На место Ольги была взята уроженка Грозного Меседа Багаудинова.
Спустя несколько месяцев, летом, группу покинула Вера Брежнева. 1 сентября состоялась премьера нового клипа на песню «Поцелуи», где группа предстала уже дуэтом Альбина Джанабаева — Меседа Багаудинова.
1 ноября коллектив выпустил сборник песен «Поцелуи». Хотя в анонсах альбом объявлялся как новый, на деле он оказался очередным сборником лучших песен группы, к которым прибавили несколько новых. Презентация альбома состоялась в ноябре в московском клубе «Опера».
Чтобы представить людям новый дуэт, группа согласилась на съёмку в двух журналах «Maxim» и FHM, где дала интервью по поводу ухода Веры Брежневой. В декабре 2007 года в передаче «Что? Где? Когда?» коллектив представил новую песню «Я не боюсь».
Тем временем, спад популярности вынудил продюсеров искать новую участницу на замену Вере Брежневой. В феврале 2008 года коллектив снял новый клип на песню «Я не боюсь». В марте 2008 СМИ сообщили о новой солистке — Татьяне Котовой, победительнице конкурса «Мисс Россия-2006». Чтобы представить новую участницу широкой публике, для клипа «Я не боюсь» досняли новые сцены. Новый состав с Татьяной Котовой снялся сразу в двух журналах HELLO! и VIVA!, где рассказал о том, как была принята новая солистка, и о том, что с середины апреля они будут выступать уже втроём.
В июне 2008 года на ежегодной «Премии Муз-ТВ» группа получила две тарелки, как победитель в номинациях «Лучшая поп-группа» и «Лучшее видео» (клип «Поцелуи»).
В середине июля на официальном сайте появилась информация о том, что группа записала новую песню «My emancipation». Премьера видеоклипа на этот сингл состоялась 18 сентября 2008 года на канале «Муз-ТВ». 30 октября вышел четвёртый сборник лучших песен группы «Эмансипация». В октябре коллектив принял участие в съёмках проморолика «Американская жена» для музыкального фильма «Стиляги». Премьера ролика состоялась 23 ноября 2008 года на украинском музыкальном канале М1. Спустя около месяца после релиза «Эмансипация», в декабре 2008 года «Монолит Рекордс» выпускает пятый сборник хитов коллектива «Лучшие песни».
Примерно в одно и то же время три бывшие солистки группы — Анна Седокова, Татьяна Найник и Светлана Лобода, независимо друг от друга, дали несколько интервью, в которых рассказали множество неприятных для продюсеров группы вещей. Также широкую известность получил скандал о том, что участницу группы «ВИА Гра» Альбину Джанабаеву взяли в группу благодаря связи с братом продюсера Константина Меладзе, Валерием. От него она, по слухам, родила сына Костю. Вскоре это в открытом письме подтвердил и сам Валерий, и его жена Ирина.

### 2009—2012

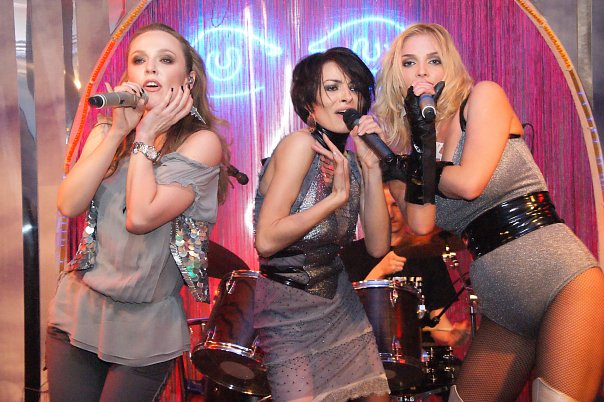
Группа «ВИА Гра» во время концерта в городе Краснодар, 23 февраля 2010 (слева направо А. Джанабаева, Н. Мейхер, Т. Котова)

В январе 2009 года в коллективе произошла перестановка. Меседе Багаудиновой пришлось расстаться с коллективом из-за того, что в коллектив вернулась солистка первого состава группы и главный старожил коллектива — Надежда Грановская, покинувшая коллектив три года назад и вернувшая себе настоящую фамилию Мейхер.
С 29 января начались выступления в новом составе. 6 марта на «Русском радио» состоялась премьера новой песни группы «Анти-гейша». В августе 2009 года группа записала новую песню под названием «Сумасшедший» и сняла на неё клип. 18 сентября началась ротация видео на эту композицию, режиссёром которого выступил Сергей Солодкий.
22 марта 2010 года Татьяна Котова покинула группу, дав предварительно несколько скандальных интервью о сложных отношениях внутри коллектива. На замену Татьяне продюсерами была приглашена финалистка украинского проекта «Фабрика зірок 3» — Ева Бушмина.
Обновлённый состав группы — Надежда Грановская, Альбина Джанабаева и Ева Бушмина — отправился в юбилейный тур «ВИА-ГРАФИЯ» по Украине, а дебют нового состава состоялся 30 марта в украинской телепередаче «Вечерний квартал». Также в обновлённом составе был снят клип на новую композицию под названием «Пошёл вон!», премьера которого состоялась 11 апреля. 29 марта состоялась премьера песни на радио. В конце июля группа выступила на «Новой волне 2010», где на творческом вечере Давида Тухманова исполнила песню «Гуцулочка», а также исполнила песню «Пошёл вон!». 15 сентября 2010 года группа выпустила новую песню «День без тебя», а 15 октября состоялась премьера одноимённого клипа.
3 сентября 2010 года коллективу исполнилось десять лет, а 17 сентября состоялись съёмки выпуска «Пусть говорят», посвящённого юбилею группы. В студию было приглашено восемь солисток, три из нынешнего состава (Надежда, Альбина, Ева) и пять бывших солисток (Алёна, Вера, Меседа, Светлана и Ольга). На телевидении премьера состоялась 8 октября 2010 года на «Первом канале».
6 ноября в национальном дворце искусств «Украина» в Киеве состоялся большой юбилейный концерт с участием настоящих (Джанабаева, Грановская, Бушмина) и пяти бывших солисток (Винницкая, Седокова, Брежнева, Багаудинова и Корягина-Романовская). Главным сюрпризом вечера стало долгожданное для поклонников выступление «золотого» состава группы — Анны, Надежды и Веры. По разным причинам не смогли принять участие в концерте четыре бывшие солистки: Найник, Лобода, Котова и Коц-Готлиб.
В целом за свою деятельность в 2010 году группа получила номинацию «Разочарование года» премии «ZD Awards».

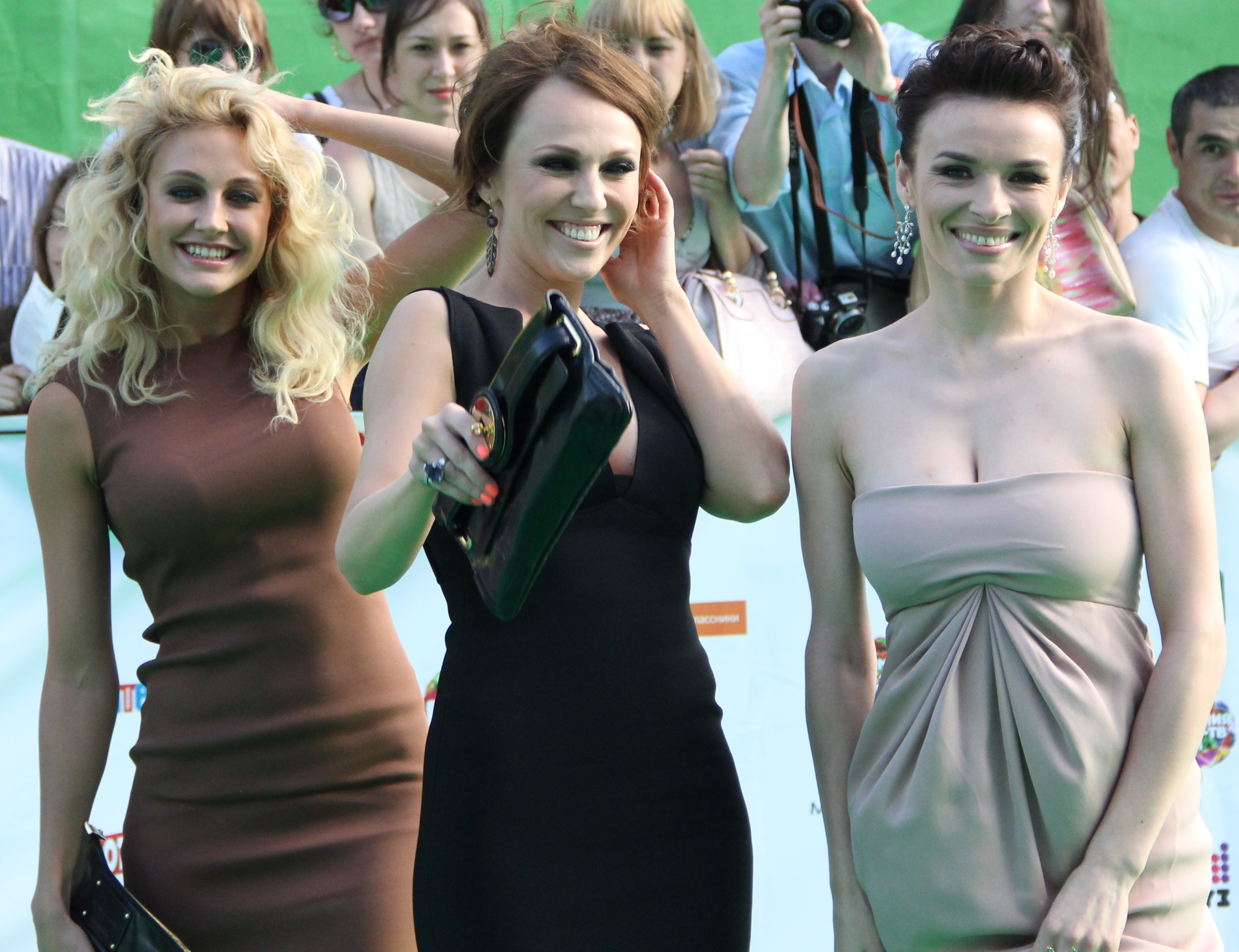
Группа на «Премии Муз-ТВ 2011» (слева направо: Е. Бушмина, А. Джанабаева, Н. Мейхер)

В начале 2011 года в прессе всё активнее стали появляться слухи о скором распаде группы. Причиной этому называли падение популярности. В доказательство этого журналисты приводили такие факты, как плохая продажа билетов на концерты коллектива (в начале 2010 года группа заявляла о запланированных на год 80 концертах по всему СНГ в рамках тура «ВИА-ГРАФИЯ», однако состоялись лишь 15 концертов и все — на Восточной Украине, некоторые из уже подтверждённых выступлений были отменены из-за низких продаж билетов, а состоявшиеся концерты часто проходили при малозаполненных залах), низкий спрос на корпоративные выступления группы и уход из проекта создателя и генерального продюсера группы Дмитрия Костюка.
27 марта 2011 года в концертном зале Crocus City Hall в Москве состоялся юбилейный концерт группы, в котором приняли участие нынешние солистки группы и три экс-солистки: Вера Брежнева, Ольга Корягина-Романовская и Меседа Багаудинова. Трансляция телеверсии московского Юбилейного концерта состоялась 3 июня на «Первом канале». Тогда же состоялась премия «Муз-ТВ 2011», где коллектив был представлен в номинации «Лучшая поп-группа», но проиграл группе «А-Студио». Итоги премии Надежда Мейхер прокомментировала так: «…конечно, не довольна. Хотелось хотя бы выступить. Но, видимо, мы уже не в моде». С 25 по 30 апреля 2011 года группа отправилась в тур по Беларуси (Молодечно, Гродно, Брест, Барановичи, Бобруйск, Могилёв). 29 и 31 июля группа выступала на фестивале «Новая волна 2011». В это же время Константин Меладзе опроверг слухи о распаде группы.
30 ноября 2011 года Надежда Грановская покинула группу по причине беременности. С 1 декабря 2011 место брюнетки в коллективе заняла выпускница третьего сезона украинского проекта «Фабрика звёзд» — Санта Димопулос.
2 декабря после корпоративного выступления в одном из ресторанов Одессы, где состоялась премьера нового состава, Константин Меладзе дал официальные комментарии по поводу перемен в составе группы и заявил, что Альбина Джанабаева в следующем году начинает сольную карьеру под его руководством, параллельно с работой в группе, в которой она пробудет ещё полгода.
«Премьерный показ» нового состава по ТВ состоялся в передаче «Что? Где? Когда?», где группа выступила в музыкальной паузе с песней «День без тебя».
В декабре, подводя итоги 2011 года, читатели «Московского комсомольца» второй год подряд включили группу «ВИА Гра» в список номинантов музыкальной премии «ZD Awards» в категории «Разочарование года». Музыкальный критик Артур Гаспарян, комментируя присутствие группы в данной номинации в очередной раз, предположил, что «…чехарда с солистками в „ВИА Гре“, никак не перерастающая в новые хиты …оставила не самый приятный осадок в фанатских душах». 27 января 2012, по результатам финального голосования, ВИА Гра стала «Разочарованием года» премии «ZD Awards».
7 февраля 2012 года вышел новый сингл «Алло, мам!». Также 21-22 января был снят клип, режиссёром которого выступил Алан Бадоев. В первую неделю этот клип набрал более одного миллиона просмотров на портале YouTube. Эта работа стала для Санты Димопулос единственной в этом коллективе, и уже в октябре она покинула группу. С октября 2012 года ВИА Гра официально в третий раз становится дуэтом.
25 ноября 2012 года Константин Меладзе объявил о закрытии группы с 1 января 2013. Однако уже через неделю выяснилось, что заявление оказалось пиар-ходом перед запуском нового реалити-шоу «Хочу V ВИА Гру». Тем не менее, состав Альбина — Ева прекратил своё существование 1 января 2013 года. Сам Меладзе заявил, что настало время для новой «ВИА Гры», нового формата. Новость о закрытии коллектива стала одной из главных новостей конца 2012 года, попав в топ новостей Яндекса и сюжеты новостей целого ряда крупнейших каналов СНГ. Информация же о возвращении группы была воспринята СМИ вяло, журналисты скептически отнеслись как к идее превратить кастинг в группу в реалити-шоу, так и к идее возрождения группы вообще; многие указывали, что закрыть группу нужно было всерьёз и гораздо раньше, а также обвиняли Меладзе в «дешёвом» пиаре. Сайт Звуки.Ру по итогам 2012 года назвал историю с ложным закрытием группы «Разочарованием года», журнал «Афиша» в связи с этой пиар-акцией оценил работу коллектива за год в минусовом эквиваленте.

### Хочу V ВИА Гру
В сентябре 2013 года в эфире телеканалов НТК (Казахстан), 1+1 (Украина), ОНТ (Беларусь) и НТВ (Россия) состоялся старт реалити-шоу Константина Меладзе «Хочу V ВИА Гру», повествующего зрителям о том, как девушки со всего СНГ пытаются стать солистками популярной группы. Наставницами девушек стали шесть экс-участниц «ВИА Гры»: Алёна Винницкая, Надежда Грановская, Анна Седокова, Альбина Джанабаева, Меседа Багаудинова и Санта Димопулос. Одной из ведущих шоу стала Вера Брежнева. Кастинги в проект прошли в России, на Украине, в Казахстане и Беларуси. Режиссёром проекта выступил Алан Бадоев.
25 октября 2013 года в финале шоу после SMS-голосования телезрителей России, Украины, Беларуси и Казахстана определилась тройка-победитель, участницы которой — Анастасия Кожевникова, Миша Романова и Эрика Герцег — стали новым составом группы «ВИА Гра». Также, в финале ими была представлена песня «Перемирие», впоследствии набравшая множество наград, и ставшая визитной карточкой нового состава.

### 2013—2018

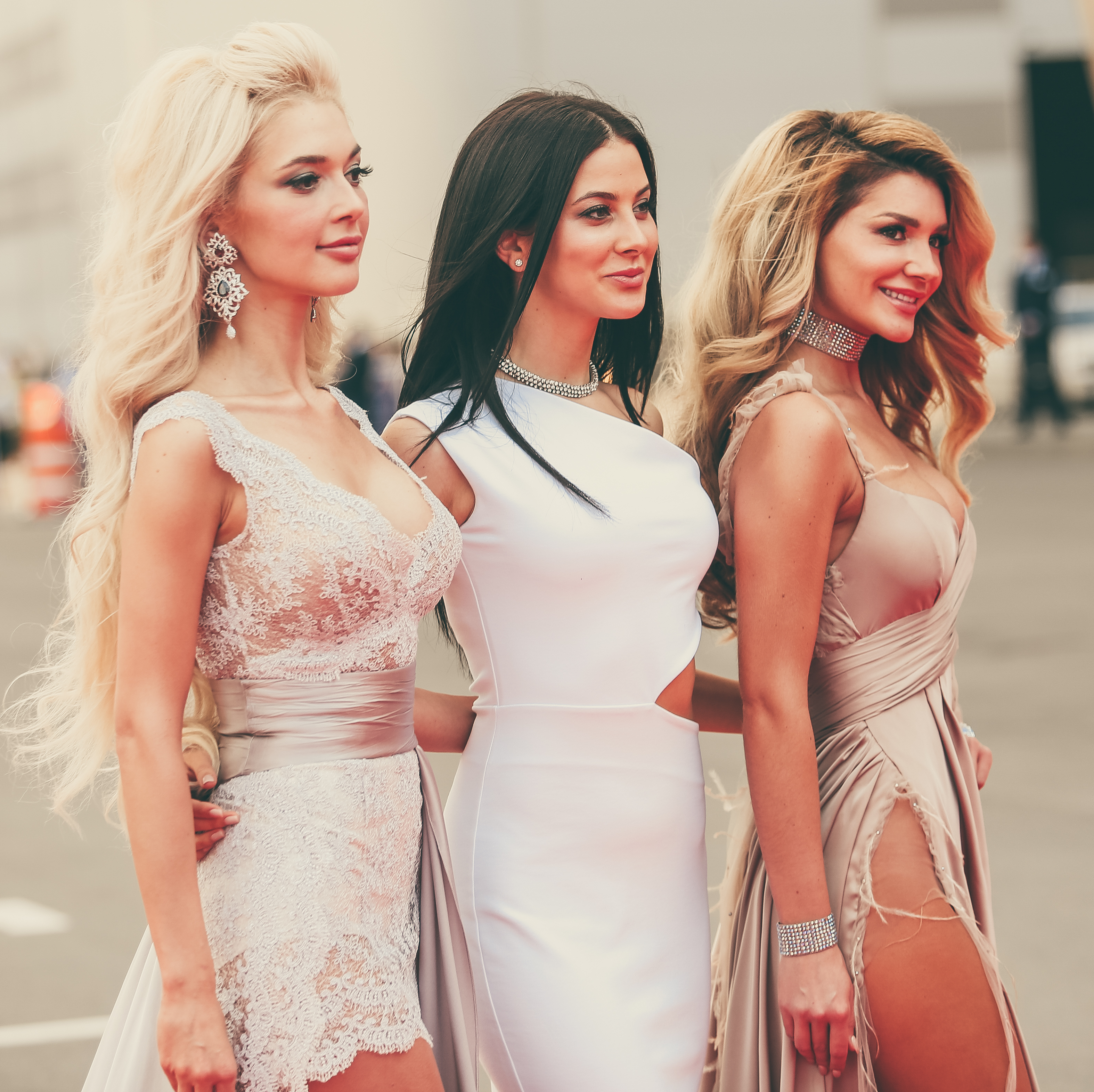
Группа на премии RU.TV 2016 (слева направо: Э. Герцег, А. Кожевникова, М. Романова)

Первым крупным мероприятием, на котором группа выступила в новом составе, стал праздничный концерт артистов «Мы Едины», прошедший в Кремле 4 ноября. После этого трио начало активно гастролировать. Со временем, помимо новых синглов, в репертуар обновлённой «ВИА Гры» вошли 17 хитов прошлых лет с изменёнными аранжировками. В декабре 2013 года коллектив принял участие в новогоднем шоу для телеканала НТВ «The Best», на котором исполнил одну из песен английской группы «Spice Girls». В ночь с 31 декабря на 1 января шоу появилось в эфире. В декабре 2013 года «ВИА Гра» снялась в фотосессии для мужского журнала «XXL».
13 мая 2014 года вышел второй сингл «У меня появился другой», вошедший в топ самых заказываемых на радио песен 2014 года. 12 июня 2014 вышел клип на эту песню, ставший самым просматриваемым русскоязычным клипом 2014 года, и всего за шесть месяцев, вслед за клипом «Перемирие» (вышедшим 12 ноября 2013 года), вошедший в «10.000.000 Клуб» интернет-портала «ELLO».
18 ноября 2014 года была выпущена композиция «Кислород», записанная совместно с рэпером Мотом.
29 ноября группа получила награду на церемонии вручения премии «Золотой граммофон» за песню «Перемирие».

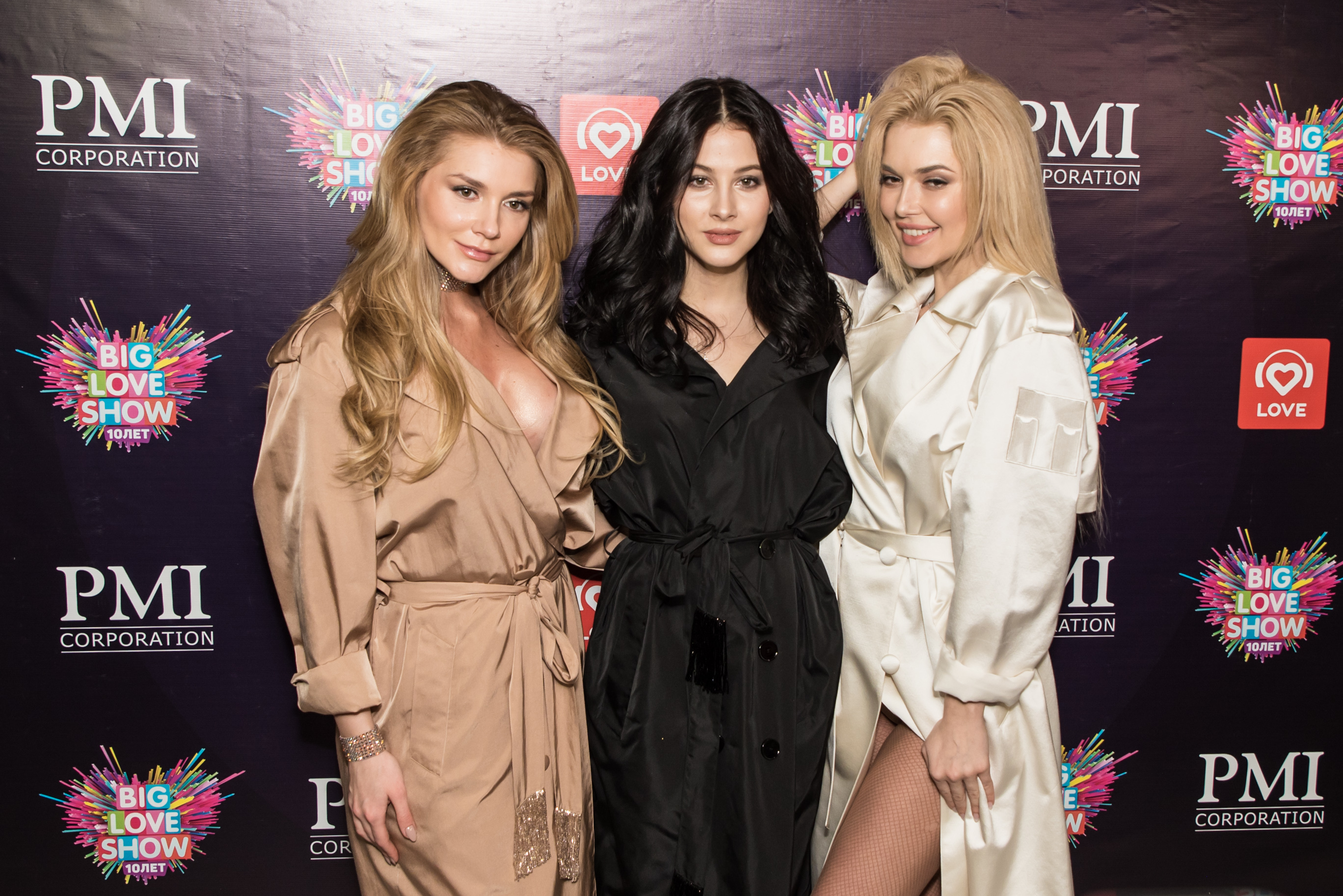
Группа на Big Love Show 2018 за месяц до ухода Миши (слева направо: М. Романова, А. Кожевникова, Э. Герцег)

8 декабря состоялась премьера видеоклипа на песню «Кислород». 20 марта 2015 года группа презентовала новый сингл «Это было прекрасно». Видеоклип на эту композицию вышел 29 апреля.
По результатам «Tophit», «ВИА Гра» вошла в топ самых ротируемых в радиоэфире групп 2014 года, а сингл «У меня появился другой» был признан самой ротируемой песней 2014 года.
6 июня 2015 коллектив в восьмой раз получил Премию Муз-ТВ (за сингл «Кислород», совместно с Мотом), и стал самой титулованной поп-группой данной премии.

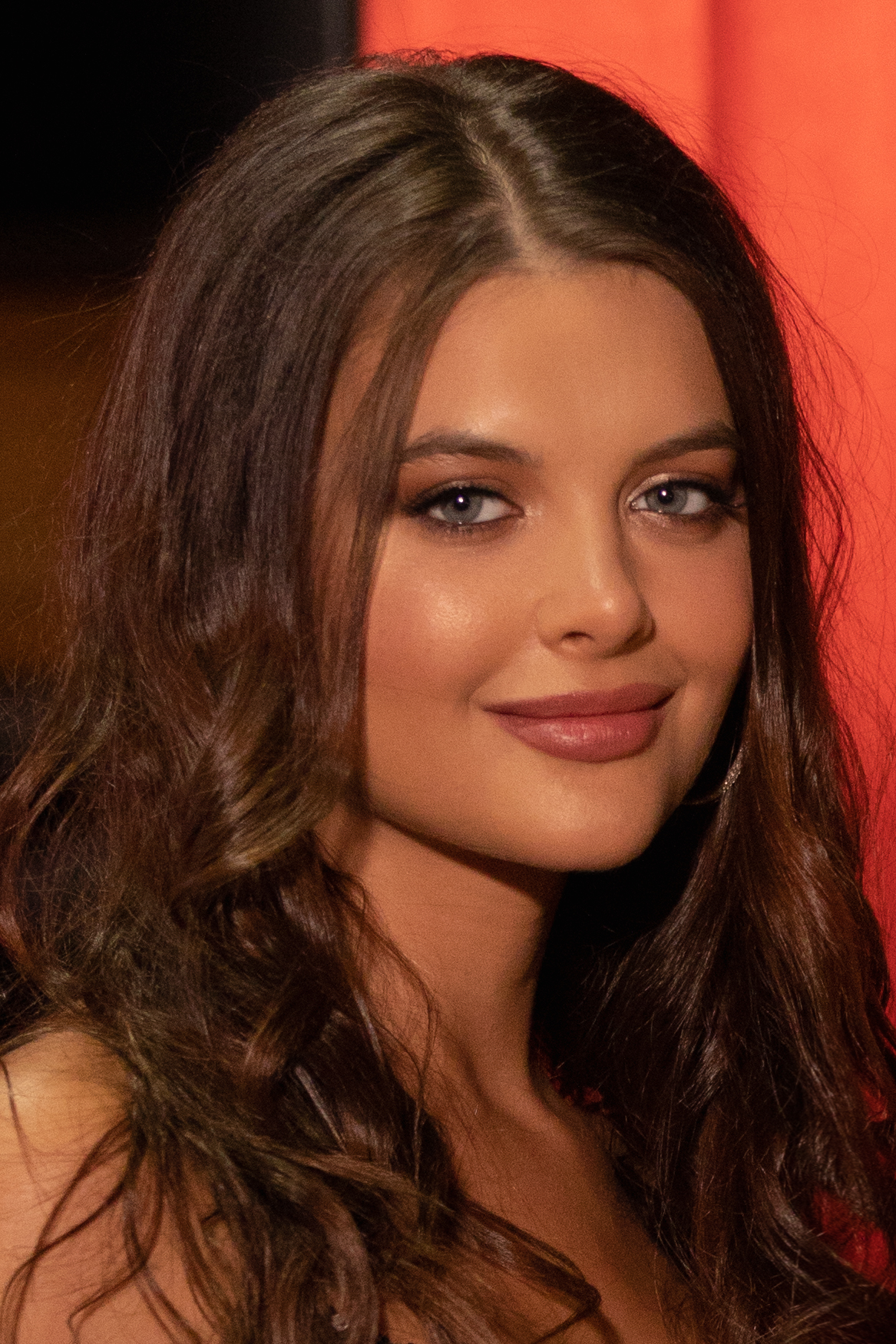
Ольга Меганская на «Laima Rendezvous Jūrmala»

24 июля 2015 года состоялся релиз седьмого сборника лучших песен группы — «Всё лучшее в одном».
В ноябре 2015 года группа выпустила песню «Так сильно». Видеоклип на эту песню, снятый Сергеем Солодким, вышел в декабре. В июне 2016 года стало известно о том, что 17 февраля 2017 года планируется большой сольный концерт коллектива на сцене московского зала Crocus City Hall, началась продажа билетов. 7 ноября в сети состоялась премьера композиции «Кто ты мне?». В декабре вышел клип, режиссёром которого выступил Сергей Ткаченко. В январе, за месяц до назначенной даты, сольный концерт в Москве отменили. 18 октября 2017 года на радиостанции Love Radio состоялся релиз сингла «Моё сердце занято». Автором музыки традиционно является Константин Меладзе, текст писал он же, но в соавторстве с участницей группы Мишей Романовой. Видеоработа на эту композицию была опубликована 19 ноября 2017 года, режиссёром вновь выступил Сергей Ткаченко.

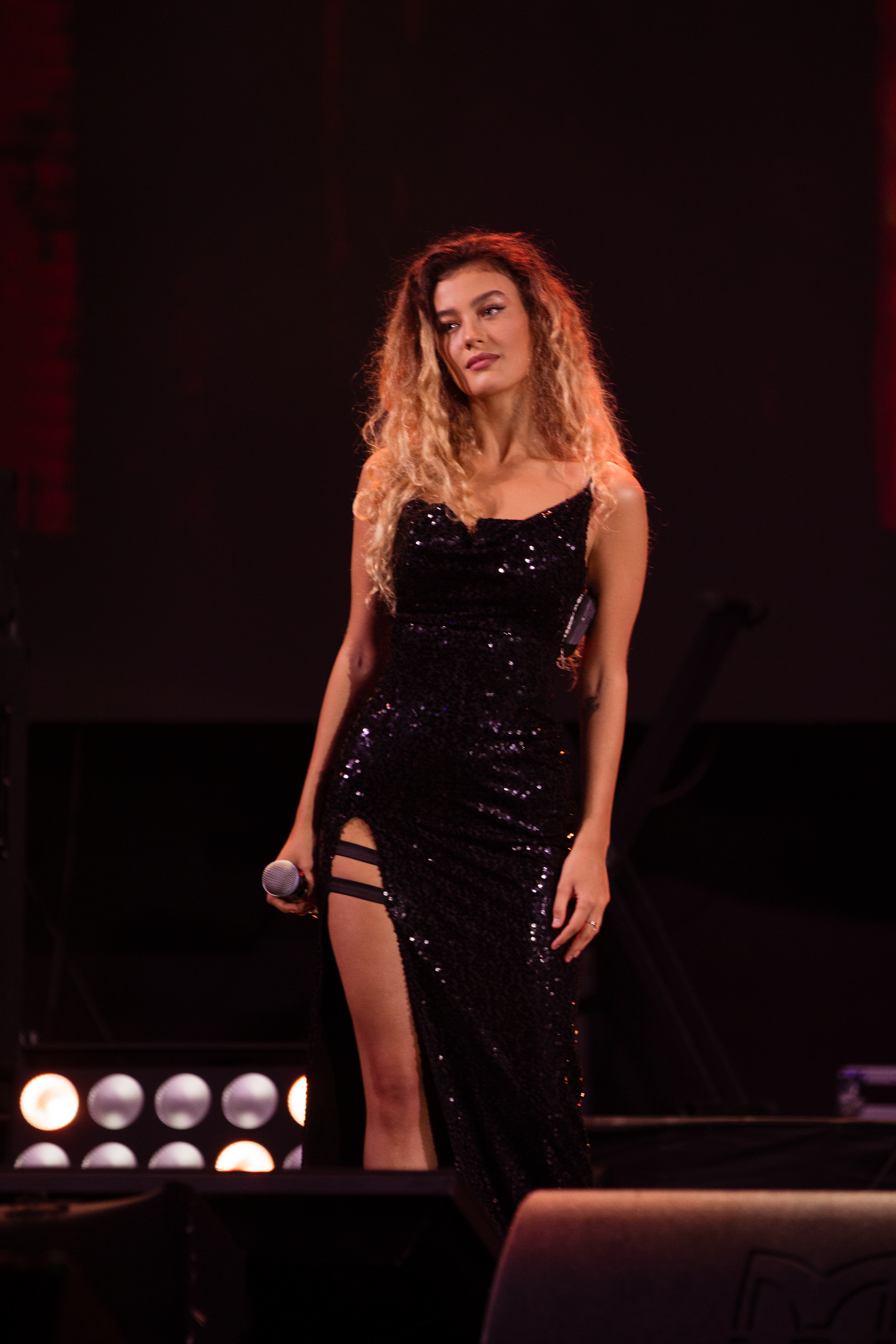
Ульяна Синецкая на «Laima Rendezvous Jūrmala»

24 марта 2018 года на концерте в Тбилиси группа вышла в новом составе Анастасия Кожевникова — Эрика Герцег — Ольга Меганская. Последняя, являясь певицей из Санкт-Петербурга, пришла на смену Мише Романовой, об уходе в декрет которой стало известно за 2 дня до концерта.
24 августа 2018 года Анастасия Кожевникова вышла замуж, и во время своей свадьбы объявила о том, что 2 сентября у неё заканчивается контракт с группой «ВИА Гра» и продлевать его она не намерена, так как решила строить сольную карьеру. Однако, даже после завершения контракта, до появления новой участницы, группа продолжила выступать в старом составе. «Экспресс-газета» в своей статье назвала Кожевникову «главным действующим лицом» коллектива.

### 2018—2025
15 сентября коллектив выступил в подмосковном клубе Agalarov Estate в обновлённом составе с Ульяной Синецкой, участницей музыкальных проектов «Голос» и «Новая Фабрика звёзд». 5 октября на канале продюсерского центра Meladze Music в YouTube состоялась премьера сингла «Я полюбила монстра». 12 ноября был выпущен одноимённый видеоклип, режиссёром которого выступил Хиндрек Маасик, а оператором — Сергей Бандерас. 5 сентября 2019 года состоялась премьера композиции под названием «ЛюбоЛь», а 9 октября был представлен видеоклип на эту песню. 6 декабря коллектив представил песню «1+1» вместе с видеоклипом, снятым Сергеем Солодким.
14 мая 2020 года Эрика Герцег объявила в своём Instagram, что уходит из группы в декабре и начинает сольную карьеру. Константин Меладзе поддержал решение Герцег и объявил кастинг на новую участницу в группу, который завершился 15 октября.
В сентябре Герцег окончательно покинула коллектив. 16 октября о своём уходе объявила Ольга Меганская.
22 октября на Love Radio состоялась премьера нового сингла «Рикошет». 6 ноября в развлекательном шоу «Вечерний Ургант» был представлен обновлённый состав, к Ульяне Синецкой присоединились Ксения Попова и София Тарасова.
27 ноября вышел видеоклип на песню «Рикошет», получивший негативные отзывы от зрителей.
28 января 2021 года состоялась премьера кавера на песню «Антигейша». 16 апреля группа выпустила песню «Родниковая вода». 15 октября девушки представили композицию «Манекен», на которую был снят клип, опубликованный 8 декабря. 
В 2022 году в связи с началом вторжения России на Украину коллектив объявил о временной приостановке деятельности, также заявив о том, что они больше не будут участвовать в российских концертах из-за их «критики о проведении СВО». Чуть позже были внесены санкции России против группы, вслед за Верой Брежневой, Светланой Лободой и другими экс-участницами, на 50 лет.
30 марта 2023 года София Тарасова объявила в своём аккаунте в Instagram о начале сольной карьеры в Германии.
9 июля 2023 года Ксения Попова через Instagram Stories подтвердила, что группа на паузе
23 мая 2025 года была выпущена последняя песня группы «ВИА Гра» под названием «Galileo», в записи которой приняли участие Ульяна Синецкая и София Тарасова. Одновременно с выпуском песни Константин Меладзе сообщил об окончательном закрытии группы:

«Это последняя песня группы ВИА Гра. Я благодарен всем, кто в течение 25 лет работал со мной над этим проектом. Артисткам, музыкантам, администраторам, аранжировщикам, звукорежиссёрам, режиссёрам, стилистам, визажистам и всем, всем, всем. Это было прекрасное время, по которому у меня, тем не менее, нет никакой ностальгии. Главное и лучшее, что было и останется из всей этой истории — это песни, наполненные любовью, Верой и надеждой. Надеюсь, их будут слушать ещё многие годы. Желаю всем мира и благополучия. К. Меладзе»

## Составы
За всю историю коллектива сменилось 20 участниц и 20 составов. Составы группы разных лет:
| №  | Период                       | Состав          | Состав                | Состав             | Состав         |
| -- | ---------------------------- | --------------- | --------------------- | ------------------ | -------------- |
| 1  | сентябрь 2000 — апрель 2002  | Алёна Винницкая | Надежда Грановская    |                    |                |
| 2  | апрель 2002 — сентябрь 2002  | Алёна Винницкая | Татьяна Найник        | Анна Седокова      |                |
| 3  | сентябрь 2002 — ноябрь 2002  | Алёна Винницкая | Надежда Грановская    | Анна Седокова      | Татьяна Найник |
| 4  | ноябрь 2002 — январь 2003    | Алёна Винницкая | Надежда Грановская    | Анна Седокова      |                |
| 5  | январь 2003 — май 2004       | Вера Брежнева   | Надежда Грановская    | Анна Седокова      |                |
| 6  | май 2004 — сентябрь 2004     | Вера Брежнева   | Надежда Грановская    | Светлана Лобода    |                |
| 7  | сентябрь 2004 — январь 2006  | Вера Брежнева   | Надежда Грановская    | Альбина Джанабаева |                |
| 8  | январь 2006 — апрель 2006    | Вера Брежнева   | Кристина Коц-Готлиб   | Альбина Джанабаева |                |
| 9  | апрель 2006 — апрель 2007    | Вера Брежнева   | Ольга Корягина        | Альбина Джанабаева |                |
| 10 | апрель 2007 — июль 2007      | Вера Брежнева   | Меседа Багаудинова    | Альбина Джанабаева |                |
| 11 | июль 2007 — март 2008        |                 | Меседа Багаудинова    | Альбина Джанабаева |                |
| 12 | март 2008 — январь 2009      | Татьяна Котова  | Меседа Багаудинова    | Альбина Джанабаева |                |
| 13 | январь 2009 — март 2010      | Татьяна Котова  | Надежда Грановская    | Альбина Джанабаева |                |
| 14 | март 2010 — ноябрь 2011      | Ева Бушмина     | Надежда Грановская    | Альбина Джанабаева |                |
| 15 | декабрь 2011 — октябрь 2012  | Ева Бушмина     | Санта Димопулос       | Альбина Джанабаева |                |
| 16 | октябрь 2012 — декабрь 2012  | Ева Бушмина     |                       | Альбина Джанабаева |                |
| 17 | октябрь 2013 — март 2018     | Эрика Герцег    | Анастасия Кожевникова | Миша Романова      |                |
| 18 | март 2018 — сентябрь 2018    | Эрика Герцег    | Анастасия Кожевникова | Ольга Меганская    |                |
| 19 | сентябрь 2018 — октябрь 2020 | Эрика Герцег    | Ольга Меганская       | Ульяна Синецкая    |                |
| 20 | октября 2020 — февраль 2022  | Ксения Попова   | София Тарасова        | Ульяна Синецкая    |                |

## Дискография

### Студийные альбомы
- 2001: Попытка № 5[250]
- 2003: Стоп! Снято![251]
- 2003: Stop! Stop! Stop![252]
- 2003: Биология[253]
- 2007: L.M.L.[1]

### Сборники песен
- 2005: Бриллианты[254]
- 2006: MP3 Collection[255]
- 2007: Поцелуи[256]
- 2008: Эмансипация[257]
- 2008: Лучшие песни[258]
- 2014: MP3 play. Музыкальная коллекция[259]
- 2015: Всё лучшее в одном[260]

## Видеография
| Год  | Клип                                                    | Режиссёр          | Состав                                              | Альбом                                                                                      |
| ---- | ------------------------------------------------------- | ----------------- | --------------------------------------------------- | ------------------------------------------------------------------------------------------- |
| 2000 | Попытка № 5                                             | Макс Паперник     | А. Винницкая, Н. Грановская                         | DVD «Стоп! Снято!» Nu Virgos: MV Collection «Video Бриллианты» «Поцелуи» MP3 Collection     |
| 2000 | Обними меня                                             | Семён Горов       | А. Винницкая, Н. Грановская                         | DVD «Стоп! Снято!» Nu Virgos: MV Collection «Video Бриллианты»                              |
| 2001 | Бомба                                                   | Игорь Иванов      | А. Винницкая, Н. Грановская                         | DVD «Стоп! Снято!» Stop! Stop! Stop! Nu Virgos: MV Collection «Video Бриллианты»            |
| 2001 | Я не вернусь                                            | Макс Паперник     | А. Винницкая, Н. Грановская                         | DVD «Стоп! Снято!» Nu Virgos: MV Collection «Video Бриллианты»                              |
| 2002 | Стоп! Стоп! Стоп!                                       | Семён Горов       | А. Винницкая, Т. Найник, А. Седокова                | Stop! Stop! Stop! Nu Virgos: MV Collection «Video Бриллианты»                               |
| 2002 | Good morning, папа!                                     | Семён Горов       | А. Винницкая, Н. Грановская, А. Седокова, Т. Найник | DVD «Стоп! Снято!» Nu Virgos: MV Collection «Video Бриллианты»                              |
| 2003 | Не оставляй меня, любимый!                              | Семён Горов       | В. Брежнева, Н. Грановская, А. Седокова             | DVD «Стоп! Снято!» Stop! Stop! Stop! Nu Virgos: MV Collection «Video Бриллианты»            |
| 2003 | Не оставляй меня, любимый! (space mix by YaD)           | Владимир Пасичник | В. Брежнева, Н. Грановская, А. Седокова             | DVD «Стоп! Снято!»                                                                          |
| 2003 | Don’t Ever Leave Me Love                                | Владимир Пасичник | В. Брежнева, Н. Грановская, А. Седокова             | Stop! Stop! Stop! Nu Virgos: MV Collection                                                  |
| 2003 | Убей мою подругу                                        | Семён Горов       | В. Брежнева, Н. Грановская, А. Седокова             | DVD «Стоп! Снято!» Nu Virgos: MV Collection «Video Бриллианты»                              |
| 2003 | Till The Morning Light                                  | Владимир Пасичник | В. Брежнева, Н. Грановская, А. Седокова             | без альбома                                                                                 |
| 2003 | Kill My Girlfriend / 愛の罠                             | Владимир Пасичник | В. Брежнева, Н. Грановская, А. Седокова             | Stop! Stop! Stop! «Биология»                                                                |
| 2003 | Я не поняла                                             | Владимир Пасичник | В. Брежнева, Н. Грановская, А. Седокова             | без альбома                                                                                 |
| 2003 | Вот таки дела                                           | Владимир Пасичник | В. Брежнева, Н. Грановская, А. Седокова             | DVD «Стоп! Снято!» Stop! Stop! Stop! Nu Virgos: MV Collection «Video Бриллианты»            |
| 2003 | Океан и три реки (совместно с Валерием Меладзе)         | Семён Горов       | В. Брежнева, Н. Грановская, А. Седокова             | DVD «Стоп! Снято!» Stop! Stop! Stop! Nu Virgos: MV Collection «Биология» «Video Бриллианты» |
| 2003 | Stop! Stop! Stop!                                       | Семён Горов       | В. Брежнева, Н. Грановская, А. Седокова             | DVD «Стоп! Снято!» Stop! Stop! Stop! Nu Virgos: MV Collection «Video Бриллианты»            |
| 2004 | Притяженья больше нет (совместно с Валерием Меладзе)    | Семён Горов       | В. Брежнева, Н. Грановская, А. Седокова             | «Video Бриллианты» «Поцелуи»                                                                |
| 2004 | Биология                                                | Семён Горов       | В. Брежнева, Н. Грановская, С. Лобода               | «Video Бриллианты»                                                                          |
| 2004 | Мир, о котором я не знала до тебя / Take You Back       | Семён Горов       | В. Брежнева, Н. Грановская, А. Джанабаева           | L.M.L. «Эмансипация» «Video Бриллианты»                                                     |
| 2005 | Нет ничего хуже / I Don’t Want a Man (совместно с ТНМК) | Семён Горов       | В. Брежнева, Н. Грановская, А. Джанабаева           | L.M.L. «Эмансипация» «Video Бриллианты»                                                     |
| 2005 | Бриллианты                                              | Семён Горов       | В. Брежнева, Н. Грановская, А. Джанабаева           | «Video Бриллианты» «Поцелуи» MP3 Collection                                                 |
| 2006 | Обмани, но останься                                     | Семён Горов       | В. Брежнева, К. Коц-Готлиб, А. Джанабаева           | без альбома                                                                                 |
| 2006 | Л. М. Л. / L.M.L.                                       | Алан Бадоев       | В. Брежнева, О. Корягина, А. Джанабаева             | L.M.L. «Поцелуи»                                                                            |
| 2006 | Цветок и нож                                            | Алан Бадоев       | В. Брежнева, О. Корягина, А. Джанабаева             | «Эмансипация» «Поцелуи»                                                                     |
| 2007 | Поцелуи                                                 | Алан Бадоев       | М. Багаудинова, А. Джанабаева                       | «Эмансипация» «Поцелуи»                                                                     |
| 2008 | Я не боюсь                                              | Алан Бадоев       | Т. Котова, М. Багаудинова, А. Джанабаева            | «Эмансипация»                                                                               |
| 2008 | My emancipation                                         | Алан Бадоев       | Т. Котова, М. Багаудинова, А. Джанабаева            | «Эмансипация»                                                                               |
| 2008 | Американская жена                                       | Роман Васьянов    | Т. Котова, М. Багаудинова, А. Джанабаева            | без альбома                                                                                 |
| 2009 | Анти-гейша                                              | Алан Бадоев       | Т. Котова, Н. Мейхер, А. Джанабаева                 | без альбома                                                                                 |
| 2009 | Сумасшедший                                             | Сергей Солодкий   | Т. Котова, Н. Мейхер, А. Джанабаева                 | без альбома                                                                                 |
| 2010 | Пошёл вон                                               | Алан Бадоев       | Е. Бушмина, Н. Мейхер, А. Джанабаева                | без альбома                                                                                 |
| 2010 | День без тебя                                           | Сергей Солодкий   | Е. Бушмина, Н. Мейхер, А. Джанабаева                | без альбома                                                                                 |
| 2012 | Алло, мам!                                              | Алан Бадоев       | Е. Бушмина, С. Димопулос, А. Джанабаева             | без альбома                                                                                 |
| 2013 | Перемирие                                               | Алан Бадоев       | Э. Герцег, М. Романова, А. Кожевникова              | «Всё лучшее в одном»                                                                        |
| 2014 | У меня появился другой (совместно с Вахтангом)          | Сергей Солодкий   | Э. Герцег, М. Романова, А. Кожевникова              | «Всё лучшее в одном»                                                                        |
| 2014 | Кислород (совместно с Мотом)                            | Алексей Куприянов | Э. Герцег, М. Романова, А. Кожевникова              | без альбома                                                                                 |
| 2015 | Это было прекрасно                                      | Сергей Солодкий   | Э. Герцег, М. Романова, А. Кожевникова              | «Всё лучшее в одном»                                                                        |
| 2015 | Так сильно                                              | Сергей Солодкий   | Э. Герцег, М. Романова, А. Кожевникова              | без альбома                                                                                 |
| 2016 | Кто ты мне?                                             | Сергей Ткаченко   | Э. Герцег, М. Романова, А. Кожевникова              | без альбома                                                                                 |
| 2017 | Моё сердце занято                                       | Сергей Ткаченко   | Э. Герцег, М. Романова, А. Кожевникова              | без альбома                                                                                 |
| 2018 | Я полюбила монстра                                      | Хиндрек Маасик    | Э. Герцег, О. Меганская, У. Синецкая                | без альбома                                                                                 |
| 2019 | ЛюбоЛь                                                  | Заур Засеев       | Э. Герцег, О. Меганская, У. Синецкая                | без альбома                                                                                 |
| 2019 | 1+1                                                     | Сергей Солодкий   | Э. Герцег, О. Меганская, У. Синецкая                | без альбома                                                                                 |
| 2020 | Рикошет                                                 | Станислав Морозов | У. Синецкая, С. Тарасова, К. Попова                 | без альбома                                                                                 |
| 2021 | Манекен                                                 | Алан Бадоев       | У. Синецкая, С. Тарасова, К. Попова                 | без альбома                                                                                 |

## Фильмография

### Мюзиклы
| Год  | Название                         | Роль                                     | Состав                                   |
| ---- | -------------------------------- | ---------------------------------------- | ---------------------------------------- |
| 2001 | «Вечера на хуторе близ Диканьки» | подруги Оксаны                           | А. Винницкая, Н. Грановская              |
| 2002 | «Золушка»                        | датская, английская и японская принцессы | А. Винницкая, Н. Грановская, А. Седокова |
| 2004 | «Сорочинская ярмарка»            | Параска, Мотря, Горпыня                  | Н. Грановская, В. Брежнева, С. Лобода    |

### Концерты
| Дата           | Название                               | Место проведения                     | Солистки                                                                                                  |
| -------------- | -------------------------------------- | ------------------------------------ | --- |
| 6 ноября 2010  | «Юбилейный концерт»                    | «Национальный дворец культуры», Киев | А. Джанабаева, Н. Мейхер, Е. Бушмина, В. Брежнева, О. Корягина, М. Багаудинова, А. Седокова, А. Винницкая |
| 27 марта 2011  | «Юбилейный концерт»                    | «Crocus City Hall», Москва           | А. Джанабаева, Н. Мейхер, Е. Бушмина, В. Брежнева, О. Корягина, М. Багаудинова                            |
| 7 декабря 2014 | «Перемирие»                            | «Artist Concert Hall», Москва        | Э. Герцег, М. Романова, А. Кожевникова                                                                    |
| 14 ноября 2015 | «Полста»                               | ГКД, Москва                          | А. Седокова, В. Брежнева, А. Джанабаева, Э. Герцег, М. Романова, А. Кожевникова                           |
| 8 января 2017  | «Творческий вечер Константина Меладзе» | Роза Хутор, Сочи                     | Н. Мейхер, С. Лобода, В. Брежнева, А. Джанабаева, Э. Герцег, М. Романова, А. Кожевникова                  |

### Документальные фильмы
| Год  | Название                                    | Телеканал      | Солистки |
| ---- | ------------------------------------------- | -------------- | --- |
| 2008 | «Звёзды здесь и сейчас. Академия ВИА Гра»   | «MTV»          | А. Винницкая, Н. Мейхер, Т. Найник, А. Седокова, В. Брежнева, С. Лобода, А. Джанабаева, К. Коц-Готлиб, О. Корягина, М. Багаудинова                                      |
| 2010 | «ВИА Гра. 10 лет зависимости»               | «Новый канал»  | А. Винницкая, Н. Мейхер, Т. Найник, А. Седокова, В. Брежнева, С. Лобода, А. Джанабаева, К. Коц-Готлиб, О. Корягина, М. Багаудинова, Т. Котова, Е. Бушмина               |
| 2010 | «Пусть говорят. 10 лет группе ВИА Гра»      | «Первый канал» | А. Винницкая, Н. Мейхер, В. Брежнева, С. Лобода, А. Джанабаева, О. Корягина, М. Багаудинова, Е.Бушмина                                                                  |
| 2011 | «Моя правда. ВИА Гра» (3 части)             | «СТБ»          | А. Винницкая, Н. Мейхер, Т. Найник, А. Седокова, В. Брежнева, С. Лобода, А. Джанабаева, К. Коц-Готлиб, О. Корягина, М. Багаудинова, Т. Котова, Е. Бушмина               |
| 2012 | «Тайный шоу — бизнес: Секс, ложь и ВИА Гра» | «НТВ»          | А. Винницкая, Н. Мейхер, Т. Найник, А. Седокова, В. Брежнева, С. Лобода, А. Джанабаева, К. Коц-Готлиб, О. Корягина, М. Багаудинова, Т. Котова, Е. Бушмина, С. Димопулос |
| 2012 | «Русские сенсации. Анатомия ВИА Гры»        | «НТВ»          | А. Винницкая, Н. Мейхер, Т. Найник, А. Седокова, В. Брежнева, С. Лобода, А. Джанабаева, К. Коц-Готлиб, О. Корягина, М. Багаудинова, Т. Котова, Е. Бушмина, С. Димопулос |
| 2012 | «ВИА Гра. Глянец»                           | «Интер»        | А. Винницкая, Н. Мейхер, Т. Найник, А. Седокова, В. Брежнева, С. Лобода, А. Джанабаева, К. Коц-Готлиб, О. Корягина, М. Багаудинова, Т. Котова, Е. Бушмина, С. Димопулос |
| 2012 | «Популярная правда: ВИА Гра. Конец»         | «Ю»            | А. Винницкая, Н. Мейхер, Т. Найник, А. Седокова, В. Брежнева, С. Лобода, А. Джанабаева, К. Коц-Готлиб, О. Корягина, М. Багаудинова, Т. Котова, Е. Бушмина, С. Димопулос |
| 2013 | «Генерал армии золушек»                     | «Первый канал» | А. Винницкая, Н. Мейхер, Т. Найник, А. Седокова, В. Брежнева, С. Лобода, А. Джанабаева, К. Коц-Готлиб, О. Корягина, М. Багаудинова, Т. Котова, Е. Бушмина, С. Димопулос |
| 2013 | «Валерий Меладзе. Никто не виноват»         | «Первый канал» | А. Седокова, Н. Мейхер, В. Брежнева, А. Джанабаева |
| 2013 | «Константин Меладзе. Серый кардинал»        | «Интер»        | В. Брежнева, Н. Мейхер, А. Седокова |
| 2020 | «Украинские сенсации. ВИА Гра. Все тайны»   | «1+1»          | А. Винницкая, Н. Мейхер, Т. Найник, К. Коц-Готлиб, М. Романова, А. Кожевникова                                                                                          |

### Новогодние шоу
| Год                       | Название                                        | Состав                                                             |
| ------------------------- | ----------------------------------------------- | ------------------------------------------------------------------ |
| 2000                      | «„Ночной подъём“ или „Новый Год по-новому“»     | А. Винницкая, Н. Грановская                                        |
| 2000                      | «Новый год на Интере»                           | А. Винницкая, Н. Грановская                                        |
| 2003                      | «Новогодняя ночь 2004 на Первом»                | Н. Грановская, А. Седокова, В. Брежнева                            |
| 2003                      | «Поколение СТС»                                 | Н. Грановская, А. Седокова, В. Брежнева                            |
| 2003                      | «Маскарад на ТВЦ»                               | Н. Грановская, А. Седокова, В. Брежнева                            |
| 2003                      | «Новогоднее ограбление»                         | Н. Грановская, А. Седокова, В. Брежнева                            |
| 2003                      | «Новый год на 7ТВ»                              | Н. Грановская, А. Седокова, В. Брежнева                            |
| 2004                      | «Ночь в стиле Disco»                            | Н. Грановская, В. Брежнева, А. Джанабаева                          |
| 2006                      | «Первый дома 2007»                              | В. Брежнева, А. Джанабаева, О. Корягина                            |
| 2006                      | «Карнавальная ночь»                             | В. Брежнева, А. Джанабаева, О. Корягина                            |
| 2007                      | «Русские сенсации»                              | А. Джанабаева, М. Багаудинова                                      |
| 2008                      | «Новогодняя ночь 2009 на Первом»                | А. Джанабаева, М. Багаудинова, Т. Котова                           |
| 2008                      | «Снова жжёт Новый год»                          | А. Джанабаева, М. Багаудинова, Т. Котова                           |
| 2008                      | «Одноклассники. Новогодняя встреча»             | А. Джанабаева, М. Багаудинова, Т. Котова                           |
| 2009                      | «Гудбай, нулевые»                               | А. Джанабаева, Т. Котова, Н. Мейхер                                |
| 2010                      | «Новый год на Музе»                             | А. Джанабаева, Е. Бушмина, Н. Мейхер                               |
| 2012                      | «Новогодняя ночь 2013 на Первом»                | А. Джанабаева, Е. Бушмина, А. Седокова, М. Багаудинова             |
| 2013                      | «Новогодний огонёк 2014 на Первом Национальном» | Д. Медовая, Д. Ростова, А. Вильберг                                |
| 2013                      | «The Best 2014 на НТВ»                          | Э. Герцег, М. Романова, А. Кожевникова                             |
| 2014                      | «Анатомия года на НТВ»                          | Э. Герцег, М. Романова, А. Кожевникова                             |
| 2015                      | «Музыка Первого. Show Party»                    | Э. Герцег, М. Романова, А. Кожевникова                             |
| 2016                      | «Все звёзды в Новый год»                        | Э. Герцег, М. Романова, А. Кожевникова                             |
| 2016                      | «Новогодний огонёк. Абсолютные хиты 2016»       | Э. Герцег, М. Романова, А. Кожевникова                             |
| 2016                      | «Світське життя»                                | Э. Герцег, М. Романова, А. Кожевникова                             |
| 2016                      | «Танцы. Ёлка. Муз-ТВ»                           | Э. Герцег, М. Романова, А. Кожевникова                             |
| 2016                      | «Музыка Первого. SnowПати2»                     | Э. Герцег, М. Романова, А. Кожевникова                             |
| 2016                      | «Голубой огонёк на Шаболовке»                   | Э. Герцег, М. Романова, А. Кожевникова                             |
| 2017                      | «Все звёзды в Новый год»                        | Э. Герцег, М. Романова, А. Кожевникова                             |
| 2017                      | «Лучшие песни»                                  | Э. Герцег, М. Романова, А. Кожевникова                             |
| 2017                      | «Музыка Первого. SnowПати3»                     | Э. Герцег, М. Романова, А. Кожевникова                             |
| 2017                      | «Необыкновенный огонёк»                         | Э. Герцег, М. Романова, А. Кожевникова                             |
| 2017                      | «Голубой огонёк на Шаболовке»                   | Э. Герцег, М. Романова, А. Кожевникова                             |
| 2017                      | «Главный новогодний концерт»                    | Э. Герцег, М. Романова, А. Кожевникова                             |
| 2017                      | «Русское Рождество»                             | Э. Герцег, М. Романова, А. Кожевникова, В. Брежнева, А. Джанабаева |
| 2018                      | «Новогодний голубой огонёк»                     | Э. Герцег, О. Меганская, У. Синецкая, В. Брежнева                  |
| 2018                      | «Необыкновенный огонёк»                         | Э. Герцег, О. Меганская, У. Синецкая, В. Брежнева                  |
| 2018                      | «Главный новогодний концерт»                    | Э. Герцег, О. Меганская, У. Синецкая                               |
| 2018                      | «Музыка Первого. SnowПати4»                     | Э. Герцег, О. Меганская, У. Синецкая                               |
| 2018                      | «Русское Рождество»                             | Э. Герцег, О. Меганская, У. Синецкая                               |
| 2019                      |                                                 | Э. Герцег, О. Меганская, У. Синецкая                               |
| «Танцы. Ёлка. Муз-ТВ»     |                                                 | Э. Герцег, О. Меганская, У. Синецкая                               |
| «Новогодний концерт ВДНХ» |                                                 | Э. Герцег, О. Меганская, У. Синецкая                               |

### Сериалы/фильмы
| Год  | Название            | Роль  | Состав                                 |
| ---- | ------------------- | ----- | -------------------------------------- |
| 2007 | «Держи меня крепче» | камео | А. Джанабаева, М. Багаудинова          |
| 2017 | «Яна+Янко»          | камео | Э. Герцег, М. Романова, А. Кожевникова |

## Критика
В течение всего времени существования группа подвергалась критике за свой нескрываемо сексуальный образ, откровенные концертные костюмы и танцевальные движения, провокационное название группы и тексты песен, эротические фотосессии и видеоклипы. Так, видеоклип «Биология» был запрещён к показу на телеканалах Беларуси, видеоклип «Stop! Stop! Stop!» был запрещён к трансляции на Тайване и в Индонезии, во время выступлений в Индонезии в 2004 году группе было разрешено выступать исключительно в закрытых брючных костюмах, а выступление в 2003 году в эфире одного из центральных телеканалов Израиля привело к возмущению группы местных ортодоксальных иудеев. С выходом первого же видеоклипа «Попытка № 5» «ВИА Гра» привлекала внимание украинских журналистов. «Клип выглядел дорого и ярко на фоне остального музыкального продукта того времени. Он сразу обратил на себя внимание», — вспоминал генеральный продюсер музыкального телеканала М1 Валентин Коваль. Однако первый альбом группы был встречен критиками прохладно, «всё это очень похоже на то, что Валерий Меладзе вдруг запел женским голосом», — отмечал один из рецензентов.
Ситуация изменилась к выходу второго альбома «Стоп! Снято!» и его заглавного сингла «Стоп! Стоп! Стоп!». К тому времени группа успела сформировать свой собственный стиль, их стали называть самой популярной женской поп-группой в России, внимание журналистов к группе было огромным. «Стоп! Снято!» и «Биология» считаются главными альбомами группы, выпущенные на пике популярности группы, они были по большей части положительно оценены критиками. В этот период «ВИА Гра» выпустила свои главные хиты, действующий в то время состав Анна Седокова — Надежда Грановская — Вера Брежнева назван поклонниками группы и журналистами «золотым», музыкальные критики называют его самым сильным, сексуальным и успешным за всю историю группы, считается, что именно благодаря группе «ВИА Гра» и этому составу в российской поп-музыке появилось понятие «золотой состав». «Конечно, в основе „ВИА Гры“, как и любого продюсерского проекта, лежит представление о том, что незаменимых не существует. Однако каким-то чудом получилось так, что на пике формы группа как целое оказалась больше, чем сумма своих составляющих. Казалось, что слова песен идут прямо от одного большого женского сердца, минуя посредников в виде поэтов-песенников мужского пола», — писал Кирилл Головастиков из Lenta.ru, добавляя, что «вместе с золотым составом из группы ушло волшебство». В журнале «Афиша» писали: «„ВИА Гра“ в её лучшие времена — это тончайший, интуитивно выстраиваемый баланс, хождение по едва видимой грани — между чувственностью и мистикой, между едва одетым телом и обнажённой душой, между бл…дством и неоплатонизмом».

«Когда я увидел вместе Надю, Аню и Веру, сразу понял: это идеал, который я и искал. Теперь мы добьемся мега-успеха, сделаем лучшую группу. Мы начали работать фантастическими темпами, по-другому писать музыку, заниматься креативом, снимать другое видео. Нам ничто и никто не мешал, потому что случилось абсолютно удивительное единение душ…»— Константин Меладзе
Примечательно, что такая популярность пришла к группе после того, как группу покинула первая солистка, Алёна Винницкая, под которую «ВИА Гра» и создавалась, и «лицом» группы, а также её фронт-солисткой стала Анна Седокова. После ухода Алёны у многих людей возникло опасение, что коллектив ждёт забвение, «…Однако выдвинувшаяся из тени Алёны бывшая телеведущая Аня Седокова с её резким голосом, неуёмной энергией и огромным глазами не только удержала группу на плаву, но перевела её из статуса женской группы второго разряда в самый топ русской поп-музыки», — писал информационный портал «Дни.ру». «После ухода Винницкой она [Седокова] вышла из тени, и вдруг оказалось, что […] мы не замечали в „ВИА Гре“ самую красивую и самую харизматичную участницу», — писала в августе 2003 года «Газета». «Аня придала „Виа Гре“ то, чего ей не хватало раньше: буйность и естественность. Если Алёна Винницкая весь этот суперсексуальный имидж играла, и это было видно, то теперь, если Аня его и играет, то этого не видно. И если раньше „Виа Гра“ была картинкой с обложки глянцевого журнала, то теперь она стала бурей, штормом, ураганом», — продолжает музыкальный обозреватель сайта.
2003 год стал самым плодотворным годом группы в плане творчества — было выпущено максимальное количество песен, клипов и альбомов за всю историю «ВИА Гры», а группа была лидером российских чартов по количеству ротаций на радио и ТВ, а также альбомных чартов. Успех группы в то время был результатом множества факторов, таких как большая работоспособность солисток, отличные композиторские данные Константина Меладзе, эффектная внешность всех трёх девушек и вокальные данные основной солистки — Анны Седоковой, команда профессионалов, стоящих за группой — грамотное руководство и сильный менеджмент в лице лейбла Sony Music, работавшего с такими мировыми звёздами, как Элвис Пресли, Майкл Джексон, AC/DC, Боб Дилан, Барбра Стрейзанд, Селин Дион, Бейонсе и другими. Однако, несмотря на то, что проект является продюсерским, музыкальный журнал PLAY отмечал, что «…интеллект и красноречие Ани, Нади и Веры позволяют продюсерам держаться в тени. Девушкам самим вполне по силам отразить все удары прессы. Они отнюдь не напоминают кукол, которых научили говорить, что полагается». «Ей [группе] уже несколько лет. Но только за этот [2003] год она перешла в другой эшелон. Это подтверждается и ценами на концерты, и продажами альбомов», — говорил директор музыкального вещания «Первого канала» Юрий Аксюта в интервью газете «Известия».

«ВИА Гра — это не girls-band, а women-band. В девушках есть то самое неуловимое, что стопроцентно определяют другие женщины, это называется породой. Наде, Вере и Ане прекрасно удаётся чувствовать грань и не переступать черту пошлости»— Николай Турубар, журнал «НЕОН»
Если при первом появлении группы с песней «Попытка № 5» мало кто думал, что группа пришла на сцену всерьёз и надолго, то такого феноменального успеха, как в 2003 году, от неё не ожидал никто. Критики отмечали, что начиная с сингла «Стоп! Стоп! Стоп!» и прихода Анны Седоковой уровень композиций существенно поднялся, девушки стали работать профессиональней, а клипы группы, как писал обозреватель журнала «НЕОН» Николай Турубар, «…казалось, были приклеены к экранам телевизоров, ведь одна и та же картинка была на всех музыкальных каналах». Как сказал автор песен группы, Константин Меладзе, с выходом песни «Стоп! Стоп! Стоп!» «„ВИА Гра“ взошла на другой уровень. Изменилось всё. Я стал более тщательно заниматься музыкой и видео». «Я уж не знаю, что там случилось в жизни Константина Меладзе, но его последние песни даже и обсуждать невозможно — их надо слушать и удивляться тому, как филигранно можно выстроить мелодию, аранжировку, текст и вокал в одно целое», — писали журналисты после выхода альбома «Стоп! Снято!».
После ухода из группы Анны Седоковой, считавшейся лидером коллектива, в 2004 году популярность коллектива пошла на спад, некоторые критики указывают, что последним значимым хитом группы был выпущенный в 2005 году сингл «Бриллианты». Вскоре композитор Константин Меладзе начал тратить значительно больше времени на сочинение песен для других своих проектов. Участницы группы сменялись всё чаще, однако, как указывала «Российская газета», «девушки приходили и уходили, но новые сочетания тел и голосов не могли сравниться с эффектом, произведённым на публику Брежневой-Седоковой-Грановской». В то же время на российской и украинской эстраде стало появляться множество новых женских коллективов, эксплуатирующих свой сексуальный образ. По этим причинам «ВИА Гра» не смогла вернуть себе былую популярность, и, по мнению музыкальных критиков, потеряла свою актуальность. Как писал Юрий Сапрыкин в статье об объявленном закрытии группы в 2012 году: «история настоящей „ВИА Гры“ началась значительно позже, чем карьера самой группы, и закончилась гораздо раньше, чем поступило сообщение о распаде».

## «ВИА Гра» Дмитрия Костюка
После объявления Константином Меладзе о закрытии коллектива с 1 января 2013 года бывший генеральный продюсер группы Дмитрий Костюк, которому принадлежали права на бренд «ВИА Гра» и смежные права на репертуар группы, записанный во время сотрудничества с лейблом Sony Music, в январе приступил к кастингу нового состава независимо от Константина Меладзе.

«Это будет абсолютно другая концепция, с новыми образами и песнями. Их будут писать разные авторы, никакой монополии. От прежней группы останется только название»— Дмитрий Костюк
Датой рождения «ВИА Гры» Дмитрия Костюка считается 31 июля 2013 года, когда группа представила свою первую композицию под названием «Не ведая преград».
В сентябре вышел второй трек — «Жива». 15 октября 2013 года в Москве состоялась презентация нового состава группы. Солистками коллектива стали: блондинка — Дарья Медовая, брюнетка — Дарья Ростова и рыжая — Айна Вильберг. 18 октября прошла презентация в Киеве. В декабре 2013 года вышел третий сингл группы под названием «Магия». Автором всех песен стал Алексей Малахов. В этом же месяце группа приняла участие в новогоднем шоу Первого национального канала Украины. 24 марта 2014 года стало известно, что Дарья Медовая и Айна Вильберг покинули группу. 24 мая 2014 года на клубном выступлении к Дарье Ростовой присоединились Елена Толстоногова и Ирина Островская, но в итоге официальная презентация состава так и не состоялась. 30 июня 2015 года стало известно, что группа прекратила своё существование.
30 марта 2015 года суд по интеллектуальным правам (СИП) РФ подтвердил решение об отказе Дмитрию Костюку в иске о признании незаконным решения Роспатент о досрочном прекращении правовой охраны товарного знака «ВИА Гра», правообладателем которого являлся истец. В декабре 2015 года иск Дмитрия Костюка о взыскании пяти миллионов рублей с телеканала НТВ и Константина Меладзе за использование бренда «ВИА Гра» в телевизионном шоу «Хочу V ВИА Гру» был отклонён Арбитражным судом Москвы.

### Состав
| №  | Период                   | Состав           | Состав       | Состав             |
| -- | ------------------------ | ---------------- | ------------ | ------------------ |
| 1. | июль 2013 — октябрь 2013 | Даша Медовая     | Даша Ростова |                    |
| 2. | октябрь 2013 — март 2014 | Даша Медовая     | Даша Ростова | Айна Вильберг      |
| 3. | май 2014 — март 2015     | Ирина Островская | Даша Ростова | Елена Толстоногова |

### Видеография
| Год  | Клип | Режиссёр        | Состав                 | Альбом      |
| ---- | ---- | --------------- | ---------------------- | ----------- |
| 2013 | Жива | Сергей Ткаченко | Д. Медовая, Д. Ростова | без альбома |